# Favela

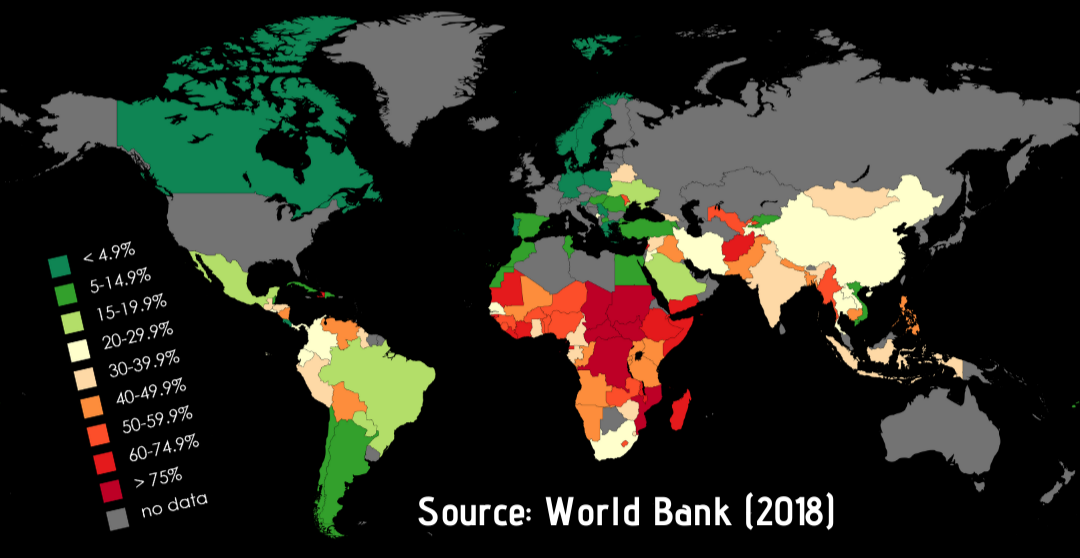
Porcentagem da população urbana por país que vive em favelas (2018)

Favela (português brasileiro), bairro de lata (português europeu), musseque (português angolano) ou caniço (português moçambicano) são termos usados para se referir a assentamentos urbanos informais densamente povoados caracterizados por infraestrutura urbana ineficaz ou inexistente, moradias precárias e miséria. Apesar das favelas diferirem em tamanho e em outras características de país para país, a maioria delas carece de serviços básicos, como saneamento, abastecimento de água potável, eletricidade, policiamento, corpo de bombeiros, além da falta de infraestrutura em geral e de regularização fundiária, entre outros problemas. As residências desse tipo de assentamento urbano variam de barracos mal construídos até edifícios deteriorados.
As favelas foram um fenômeno comum na história urbana de Estados Unidos, Canadá e Europa durante o século XIX e início do XX. A partir da segunda metade do século XX, as favelas passaram a ser encontradas predominantemente em regiões urbanas em desenvolvimento e subdesenvolvidas do mundo, mas também eram observadas em algumas cidades de economias desenvolvidas.
Em 2012, de acordo com a UN-HABITAT, cerca de 33% da população urbana do mundo em desenvolvimento — ou cerca de 863 milhões de pessoas — vivia em favelas. A proporção da população urbana que vive em favelas foi maior na África Subsaariana (61,7%), seguida pelo Sul da Ásia (35%), Sudeste da Ásia (31%), Ásia (28,2%), Ásia Ocidental (24,6%), Oceania (24,1%), América Latina e Caribe (23,5%) e Norte da África (13,3%). Em 2009, entre todos os países do mundo, a proporção de residentes urbanos que viviam em áreas consideradas como favelas foi maior na República Centro-Africana (95,9%). Entre 1990 e 2010, o percentual de pessoas vivendo em favelas diminuiu, enquanto a população urbana total aumentou. A maior favela do mundo está localizada na Cidade do México.
As favelas formam-se e crescem em muitas partes diferentes do mundo e por razões distintas. Entre as causas para o surgimento delas estão o rápido êxodo rural rumo às áreas urbanas, a estagnação ou a depressão econômica, o elevado nível de desemprego, a pobreza, a economia informal, a falta de planejamento urbano, os desastres naturais e os conflitos sócio-políticos. Entre as diversas estratégias que tentaram reduzir, transformar e melhorar favelas em diferentes países, com graus de sucesso distintos, estão uma combinação de processos de remoção e urbanização de favelas, planejamento urbano, grande desenvolvimento de infraestruturas de transporte público e projetos de habitação social.

## Etimologia
A origem do termo em português brasileiro favela surge principalmente no episódio histórico conhecido por Guerra de Canudos, no século XIX. A cidadela de Canudos foi construída junto a alguns morros, entre eles o Morro da Favela, assim batizado em virtude da planta Cnidoscolus quercifolius (popularmente chamada de favela por produzir um semente leguminosa em forma de favo) que encobria a região. Alguns dos soldados que foram para a guerra, ao regressarem ao Rio de Janeiro em 1897, deixaram de receber o soldo, instalando-se em construções provisórias erigidas sobre o Morro da Providência. O local passou então a ser designado popularmente Morro da Favela, em referência à "favela" original. O nome favela ficou conhecido e, na década de 1920, as habitações improvisadas, sem infraestrutura, que ocupavam os morros passaram a ser chamadas de favelas.

## Histórico

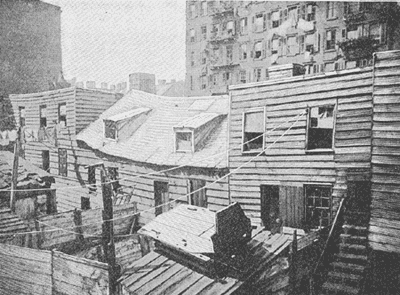
Favela de Five Points, em Nova Iorque, Estados Unidos, por Jacob Riis, 1879

Favelas eram comuns nos Estados Unidos e na Europa antes do início do século XX. Em 1825, foi criada na cidade de Nova Iorque a favela de Five Points, que se acredita ter sido o primeiro assentamento urbano informal do tipo no mundo. A favela ficava onde anteriormente existia um lago poluído chamado Collect. Five Points foi ocupada por sucessivas ondas de escravos libertos e depois por imigrantes italianos, chineses e irlandeses. O local era o lar de pessoas pobres, famílias rurais que migravam para a cidade e de povos perseguidos na Europa que chegavam a Nova Iorque. Bares, bordéis, cortiços miseráveis e sem luz forravam suas ruas. A violência e o crime eram cotidianos. Hoje, o local da antiga favela transformou-se no bairro de Little Italy e Chinatown. Five Points não foi a única favela dos Estados Unidos. Jacob Riis, Walker Evans, Lewis Hine e outros fotografaram assentamentos informais desse tipo muitos antes da Segunda Guerra Mundial e favelas eram encontradas em todas as grandes regiões urbanas do país no início do século XX, antes e durante a Grande Depressão (ver hooverville).
Na Europa, as favelas também eram comuns. Em 1850, o cardeal católico Wiseman descreveu a área conhecida como Devil's Acre em Westminster, Londres, como segue:
"Próximo à Abadia de Westminster há labirintos escondidos de travessas e penicos, becos e vielas, ninhos de ignorância, vício, depravação e crime, bem como de imundice, miséria e doença; cuja atmosfera é tifo, cuja ventilação é cólera…"— 

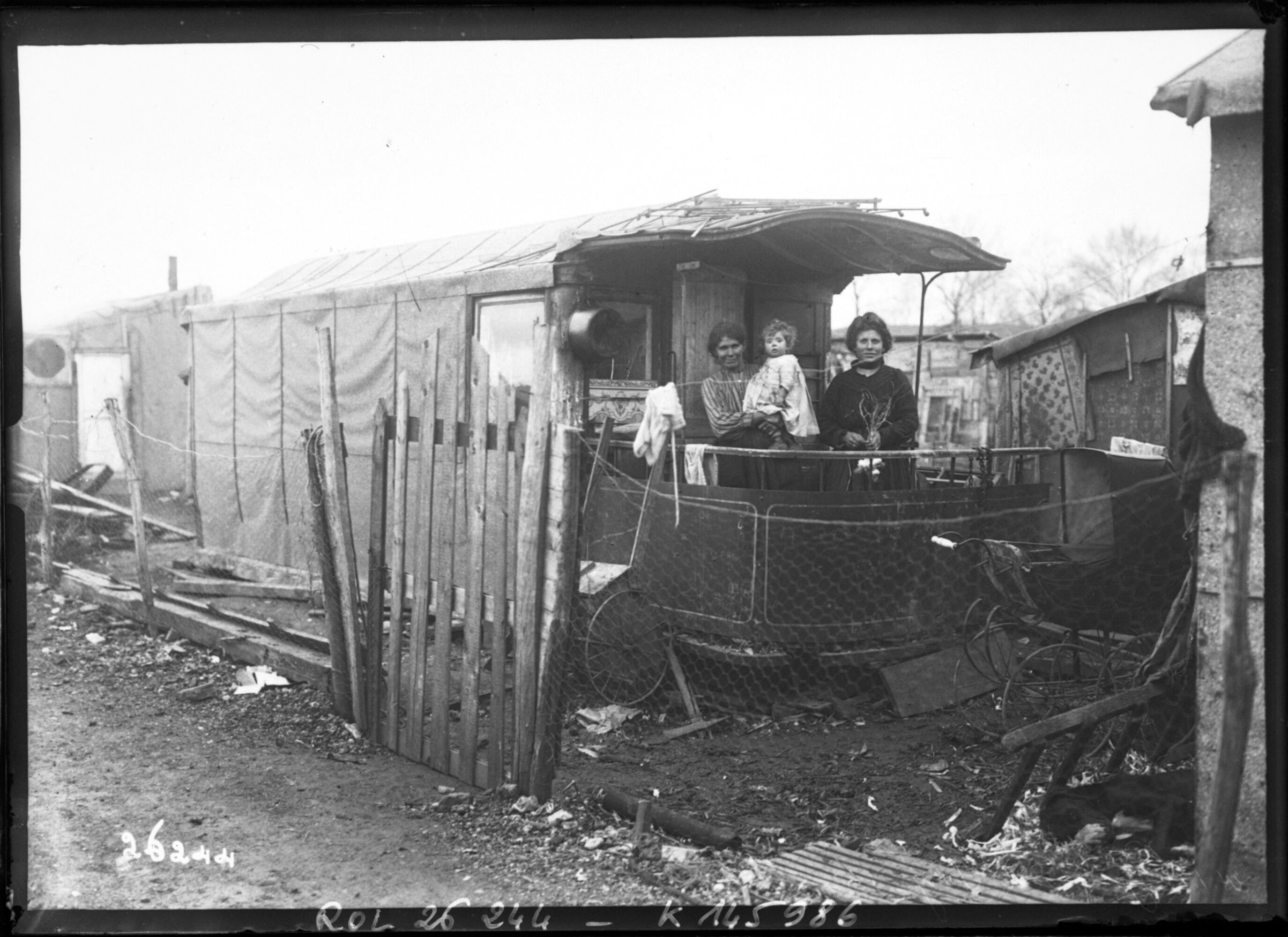
Cortiço em Ivry-sur-Seine, a 5 km do centro de Paris, em 1913. Favelas existiram na periferia da cidade até os anos 1950.

Favelas são frequentemente associadas com a Grã-Bretanha vitoriana, particularmente com as cidades industriais do norte inglês, além de cidades escocesas e Dublin, na Irlanda. Engels descreveu esses bairros britânicos como "galpões de gado para seres humanos". Estas comunidades pobres ainda foram habitadas até a década de 1940, quando o governo britânico começou um processo de remoção de favelas e construiu novas moradias sociais, conhecidas como council house.
Na França, as favelas eram generalizadas em Paris e em todas as áreas urbanas francesas do século XIX, sendo que muitas continuaram habitadas até a primeira metade do século XX. A primeira epidemia de cólera, em 1832, desencadeou um debate político e o estudo de Louis René Villermé sobre vários arrondissements parisienses demonstrou as diferenças e as conexões entre as favelas, a pobreza e a falta de saúde. Na década de 1950, a França lançou a iniciativa Habitation à Loyer Modéré para financiar e construir habitações sociais e remover favelas.
A cidade do Rio de Janeiro documentou a sua primeira favela no censo de 1920. Por volta dos anos 1960, mais de 33% da população do Rio, 45% da população da Cidade do México e de Ancara, 65% da de Argel, 35% da de Caracas, 25% dos habitantes de Lima e Santiago e 15% dos de Singapura viviam em favelas. Nos anos 1980, havia cerca de 25 mil favelas em diferentes países da América Latina.

## Características

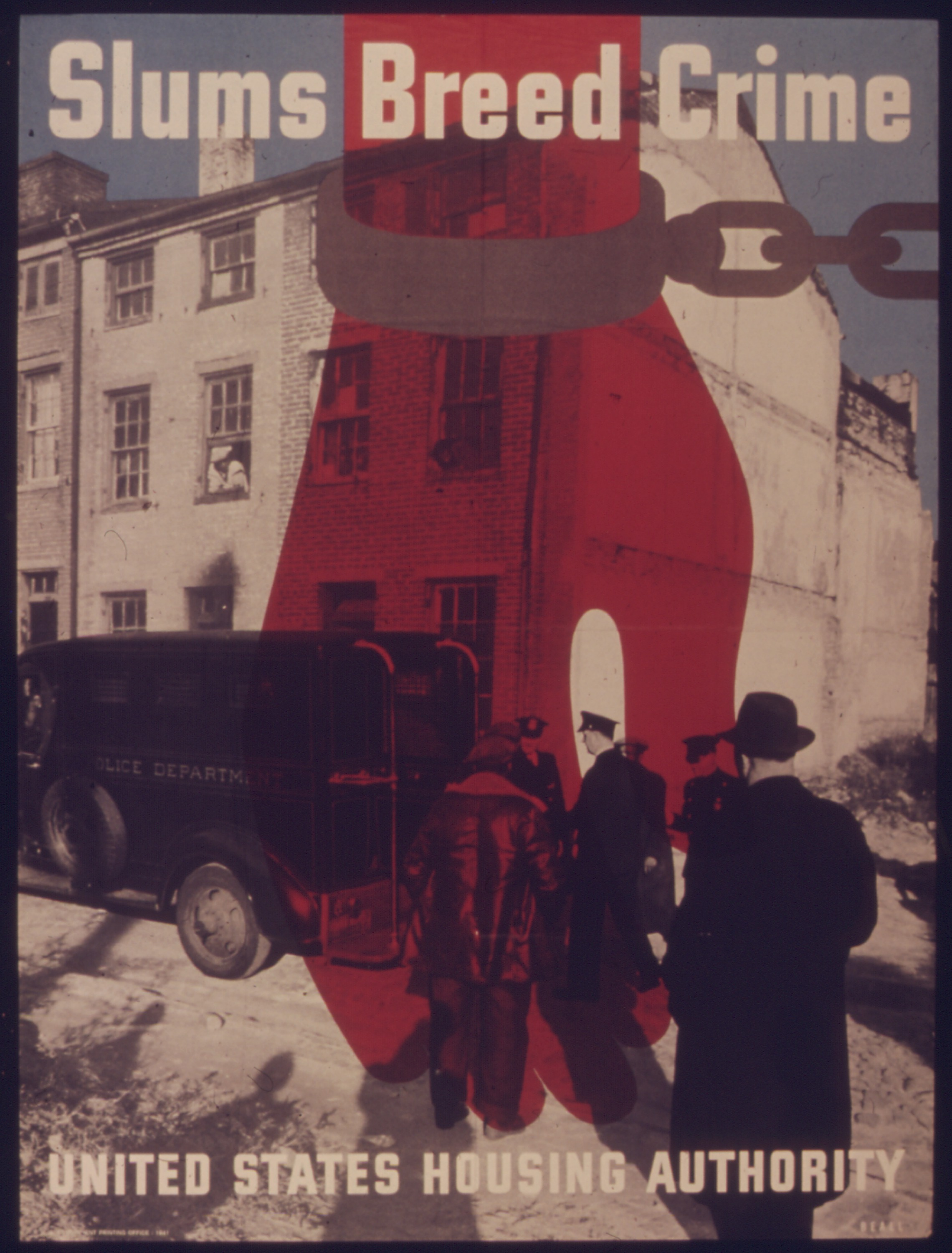
Um cartaz associando favela à violência, usado pela Autoridade Habitacional dos EUA em 1940. Os governos locais nos EUA criaram muitos cartazes e lançaram uma campanha midiática para obter o apoio dos cidadãos para a remoção de favelas e planejamento da habitação pública.

As características associadas a favelas variam de um lugar para outro. Favelas são normalmente caracterizadas pela degradação urbana, elevadas taxas de pobreza e desemprego. Elas normalmente são associadas a problemas sociais como o crime, toxicodependência, alcoolismo, elevadas taxas de doenças mentais e suicídio. Em muitos países pobres, elas apresentam elevadas taxas de doenças devido às péssimas condições de saneamento, desnutrição e falta de cuidados básicos de saúde. Um grupo de peritos das Nações Unidas criou uma definição operacional de uma favela como uma área que combina várias características: acesso insuficiente à água potável, ao saneamento básico e a outras infraestruturas; má qualidade estrutural de habitação; superlotação; e estruturas residenciais inseguras. Pode-se acrescentar o baixo estado socioeconômico de seus residentes.
Como a construção desses assentamentos é informal e não guiada pelo planejamento urbano, há uma quase total ausência de redes formais de ruas, ruas numeradas, rede de esgotos, eletricidade ou telefone. Mesmo quando esses recursos estão presentes, eles são susceptíveis a serem desorganizados, velhos ou inferiores. As favelas também tendem à falta de serviços básicos presentes nos assentamentos mais formalmente organizados, incluindo o policiamento, os serviços médicos e de combate a incêndios. Os incêndios são um perigo especial para as favelas, não só pela falta de postos de combate a incêndios e de caminhões de bombeiros, que não conseguem acessar as estreitas ruas e vielas, mas também devido à proximidade dos edifícios e da inflamabilidade dos materiais utilizados na construção. Um incêndio que varreu as colinas de Shek Kip Mei, em Honguecongue, no final de 1953, deixou 53 mil moradores de favelas sem-abrigo, levando o governo colonial a instituir um sistema imobiliário de reassentamento.
As favelas apresentam altas taxas de criminalidade, suicídio, uso de drogas e doenças. No entanto, o observador Georg Gerster notou que (com referência específica às "invasões" de Brasília) as "favelas, apesar de seus materiais de construção pouco atraentes, podem ser também um local de esperança, cenas de uma contra-cultura, com um grande potencial de incentivar mudanças e de um forte impulso." (1978)
Stewart Brand disse, mais recentemente, que "favelas são verdes. Elas têm densidade máxima - um milhão de pessoas por quilômetro quadrado em Bombaim - e uso mínimo de energia e de utilização de materiais. As pessoas ficam por perto, a pé, de bicicleta, riquixá, táxi ou das universais lotações… Nem tudo é eficiente nas favelas, no entanto. Nas favelas brasileiras, onde a eletricidade é roubada e, portanto, livre, Jan Chipchase, da Nokia, descobriu que as pessoas deixam as luzes acesas durante todo o dia. Na maioria das favelas a reciclagem é, literalmente, um modo de vida." (2010)

### Risco de doenças

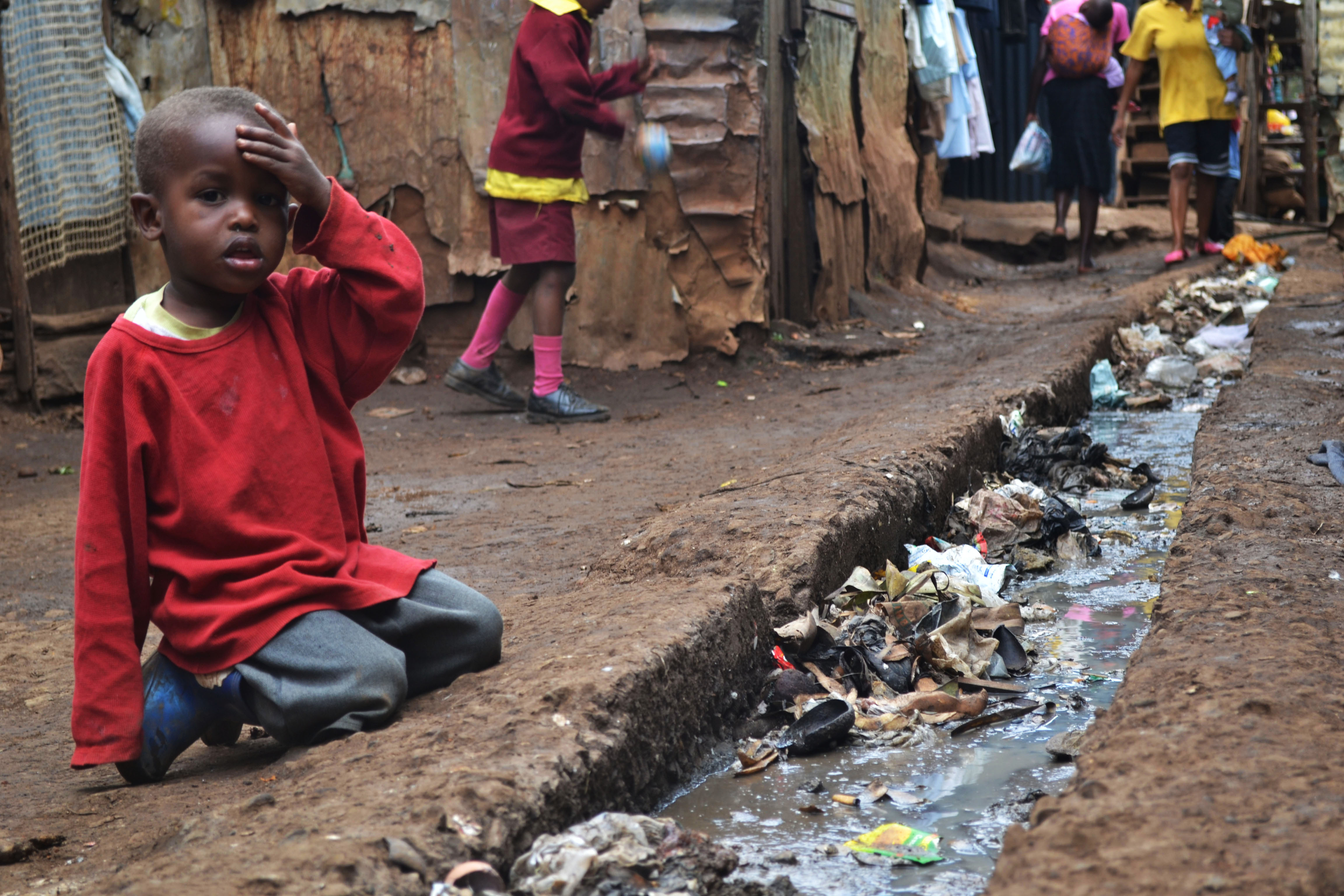
Menino ao lado do esgoto na favela de Kibera, em Nairóbi, Quênia, uma das maiores do mundo

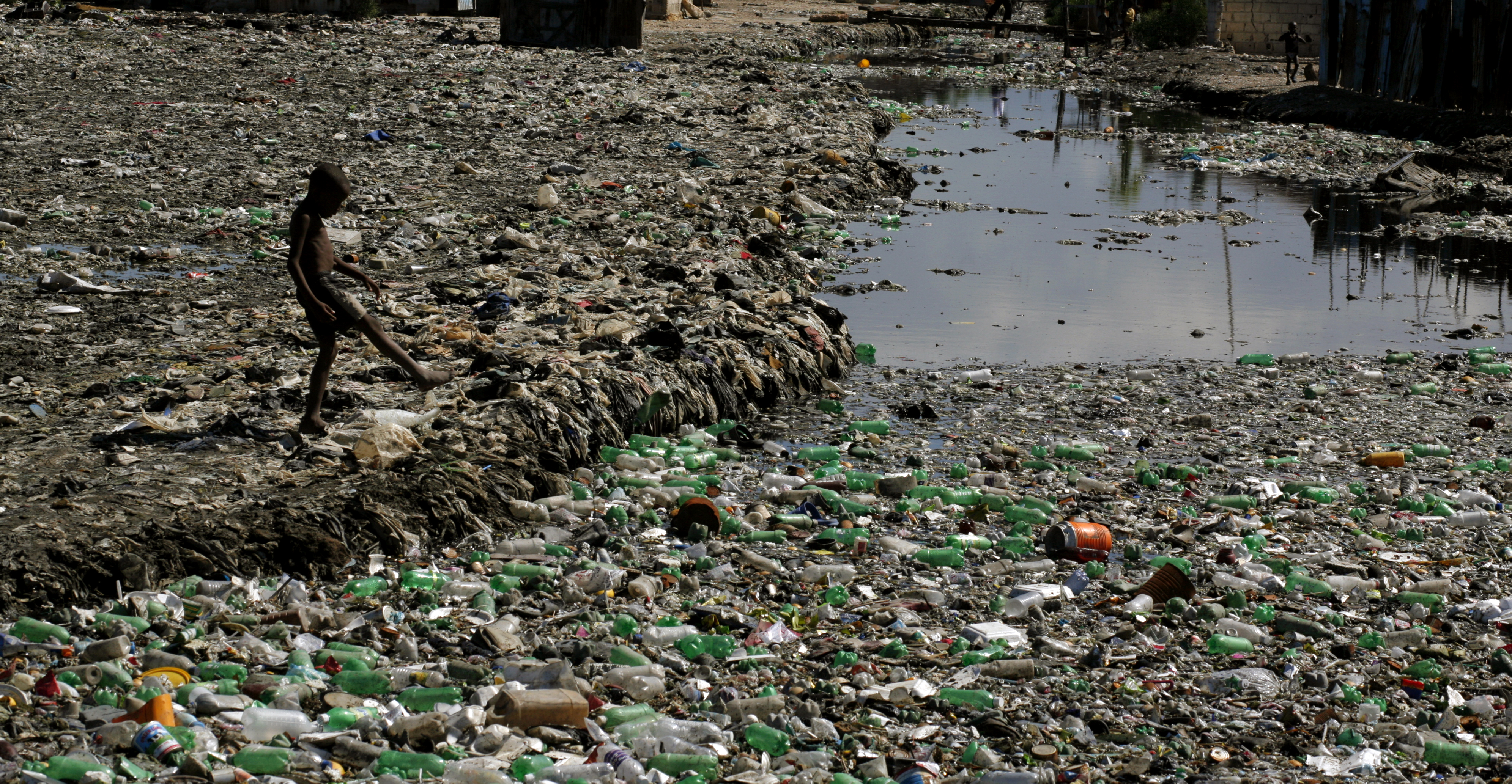
Menino em meio ao lixo na favela Cité Soleil, em Porto Príncipe, Haiti

Os moradores de favelas geralmente experimentam uma alta taxa de doenças, como cólera, HIV/AIDS, sarampo, malária, dengue, febre tifoide, tuberculose resistente a medicamentos e outras epidemias. Estudos que analisaram a saúde de crianças em favelas abordaram que a cólera e a diarreia são especialmente comuns nessas localidades. Além da vulnerabilidade das crianças a doenças, muitos estudiosos também apontam a alta prevalência de HIV/AIDS entre mulheres que moram em favelas, visto que a desigualdade de gênero aumenta o risco das mulheres contrair HIV/AIDS. A monogamia mútua ou o uso de preservativos são duas das principais formas de prevenção do HIV/AIDS, mas algumas mulheres podem não ser capazes de modificar seus comportamentos devido a autoridade ou a violência por parte dos homens. Além disso, doenças podem levar a uma alta taxa de mortalidade em favelas. De acordo com um estudo realizado em favelas de Nairóbi, no Quênia, o HIV/AIDS e a tuberculose atribuídos a cerca de 50% do índice de mortalidade dessas regiões.
Alta densidade populacional, péssimas condições de vida, baixas taxas de vacinação, pouca informação sobre saúde e serviços de assistência médica inadequados geram uma maior taxa de transmissão de doenças em favelas do que em áreas urbanizadas e estruturadas. A superlotação leva a uma disseminação de doenças mais rápida e mais ampla, devido ao espaço limitado nesse tipo de assentamento urbano. As más condições de vida também tornam os moradores das favelas mais vulneráveis a determinadas doenças. A má qualidade da água, um exemplo manifesto, é uma das principais causas de muitas doenças graves como a malária, a diarreia e o tracoma. Como Sur et al. sugeriu, melhorar as condições de vida do local, como através da introdução de melhores condições sanitárias e do acesso aos serviços básicos, pode melhorar os efeitos das doenças em favelas.

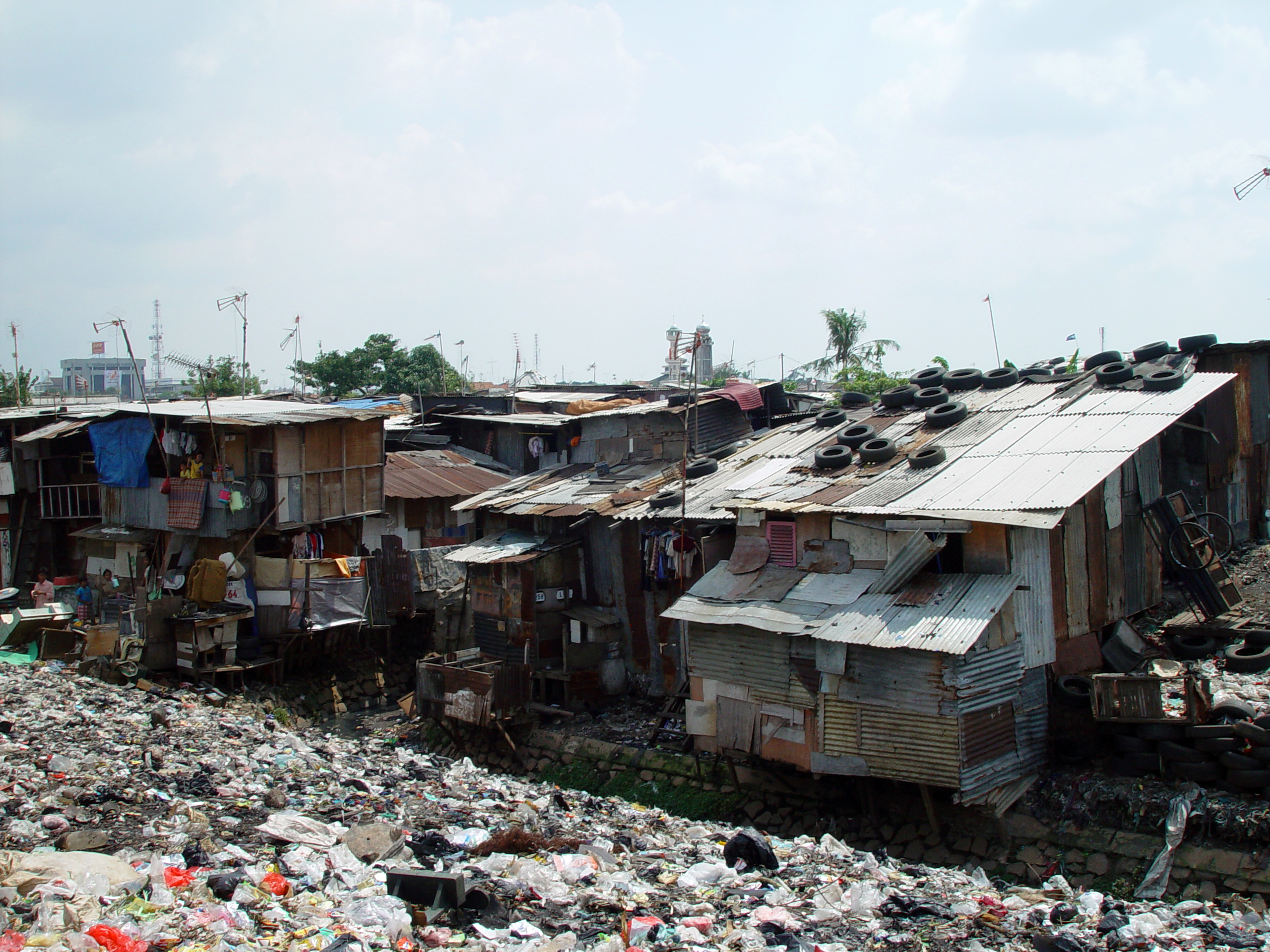
Barracos de uma favela de Jacarta, na Indonésia

Além do padrão de vida muito baixo, taxas de vacinação insuficientes causam casos excessivos de doenças em favelas. Crianças que moram em favelas são menos propensas a serem vacinadas, principalmente porque alguns moradores do local recusam vacinar seus filhos por não compreenderem a importância disso ou porque ninguém em casa pode levar a criança para os setores de saúde que cuidam de programas de vacinação. A falta de dados confiáveis também tem um impacto negativo sobre a saúde de moradores de favelas. Várias famílias que moram em favelas não relatam casos ou sequer procuram assistência médica profissional, o que resulta em dados insuficientes sobre o assunto. Isso pode evitar a alocação adequada de recursos médicos em áreas de favelas já que muitos países baseiam suas planos de saúde em dados de clínicas, hospitais ou registro de mortalidade nacional. Além disso, serviços de assistência médica são praticamente inexistentes na na maioria das favelas do mundo. Serviço de ambulância ou de emergência e atendimento de urgência são geralmente indisponíveis em favelas. Prestadores de serviços de saúde têm pouco incentivo econômico para começar seus negócios em favelas. Um estudo mostra que mais da metade dos moradores destas regiões estão propensos a visitar médicos privados ou buscar a automedicação com medicamentos disponíveis em casa. As favelas são consideradas um importante problema de saúde pública e de possíveis criadouros de doenças resistentes aos medicamentos para toda a área urbana, o país, bem como a comunidade global.

### Desemprego e economia informal

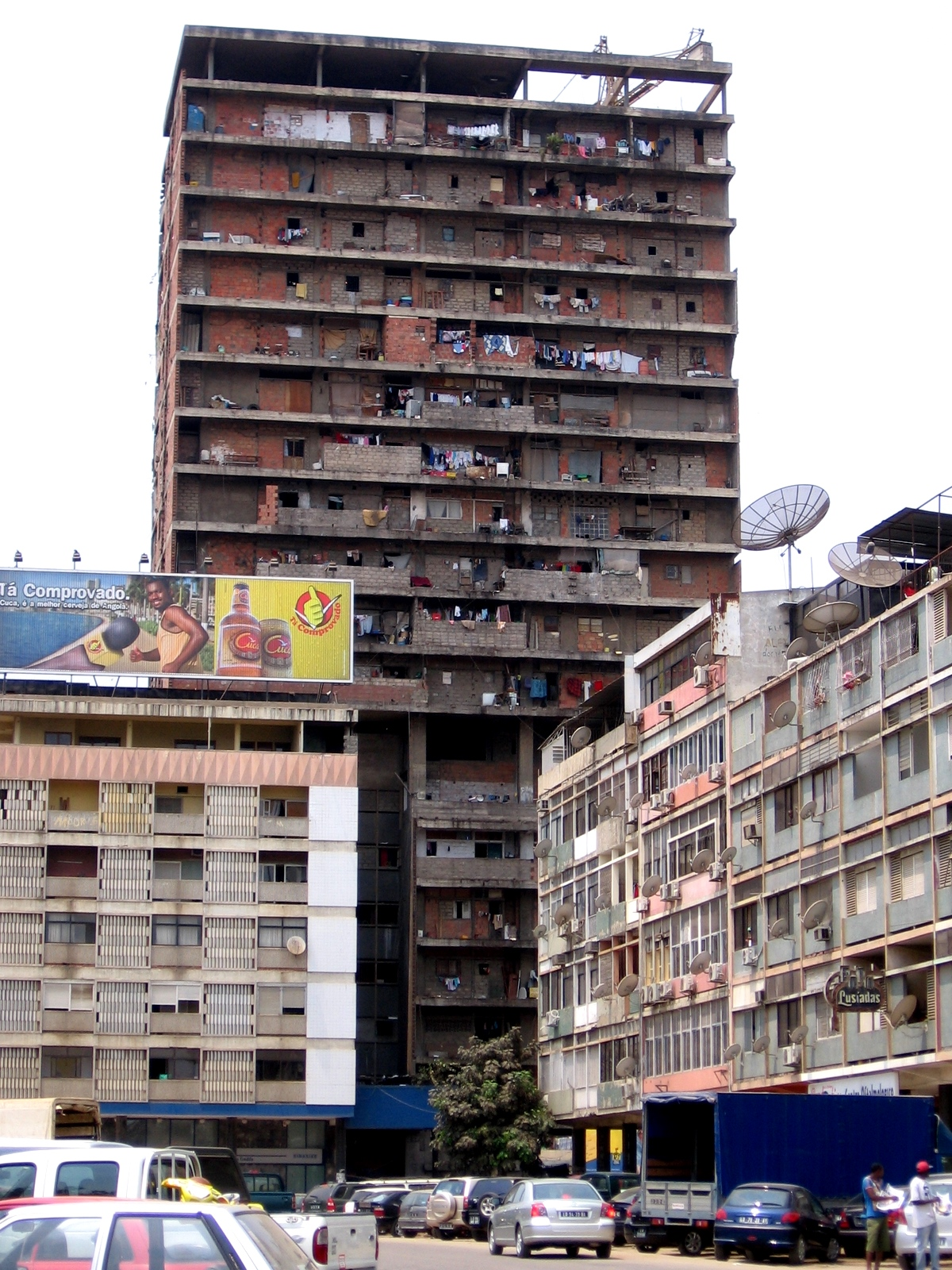
Favela vertical em Luanda, Angola

Devido à falta de estudo, bem como de mercados de trabalho competitivos, muitos moradores de favelas enfrentam altas taxas de desemprego. As oportunidades de trabalho limitadas fazem com que muitos deles busquem empregos na economia informal, dentro da favela ou em áreas urbanas desenvolvidas próximas da favela. Isto às vezes pode ser envolver atividades lícitas ou ilícitas, sem qualquer tipo de segurança social. Algumas dessas pessoas continuam a buscar emprego e acabam por encontrar empregos na economia formal depois de ganhar algumas habilidades profissionais em setores informais da economia.
Entre os exemplos de atividades lícitas de economia informal estão a venda ambulante, empresas familiares, montagem e embalagem de produtos, produção de artesanatos, trabalho doméstico, polimento ou reparo de sapatos, condução de veículos sem regularização, como tuk-tuk, entre outros.
Em algumas favelas, as pessoas separam e reciclam lixo de diferentes tipos para ganhar a vida. Normalmente essas economias informais lícitas exigem que essas pessoas paguem regularmente algum tipo de suborno para policiais e funcionários do governo local.
Entre as atividades de economia informal ilícitas estão o tráfico de substâncias ilegais e de armas, a produção de drogas ou de bebida alcoólicas, prostituição e jogos de azar, todas as atividades que envolvem riscos para o indivíduo, família e sociedade.
Os relatórios recentes que refletem as atividades econômicas informais ilícitas incluem o comércio e a distribuição de drogas em favelas do Brasil, a produção de produtos falsificados nas colonias de Tijuana, México, o contrabando em favelas de Karachi, Paquistão, ou a produção de drogas sintéticas nos townships de Joanesburgo, África do Sul.
Os favelados em economias informais correm muitos riscos. O setor informal, por sua própria natureza, significa insegurança de renda e falta de mobilidade social. Há também ausência de contratos legais, de proteção dos direitos trabalhistas e de regulamentos em empregos informais.

## Causas

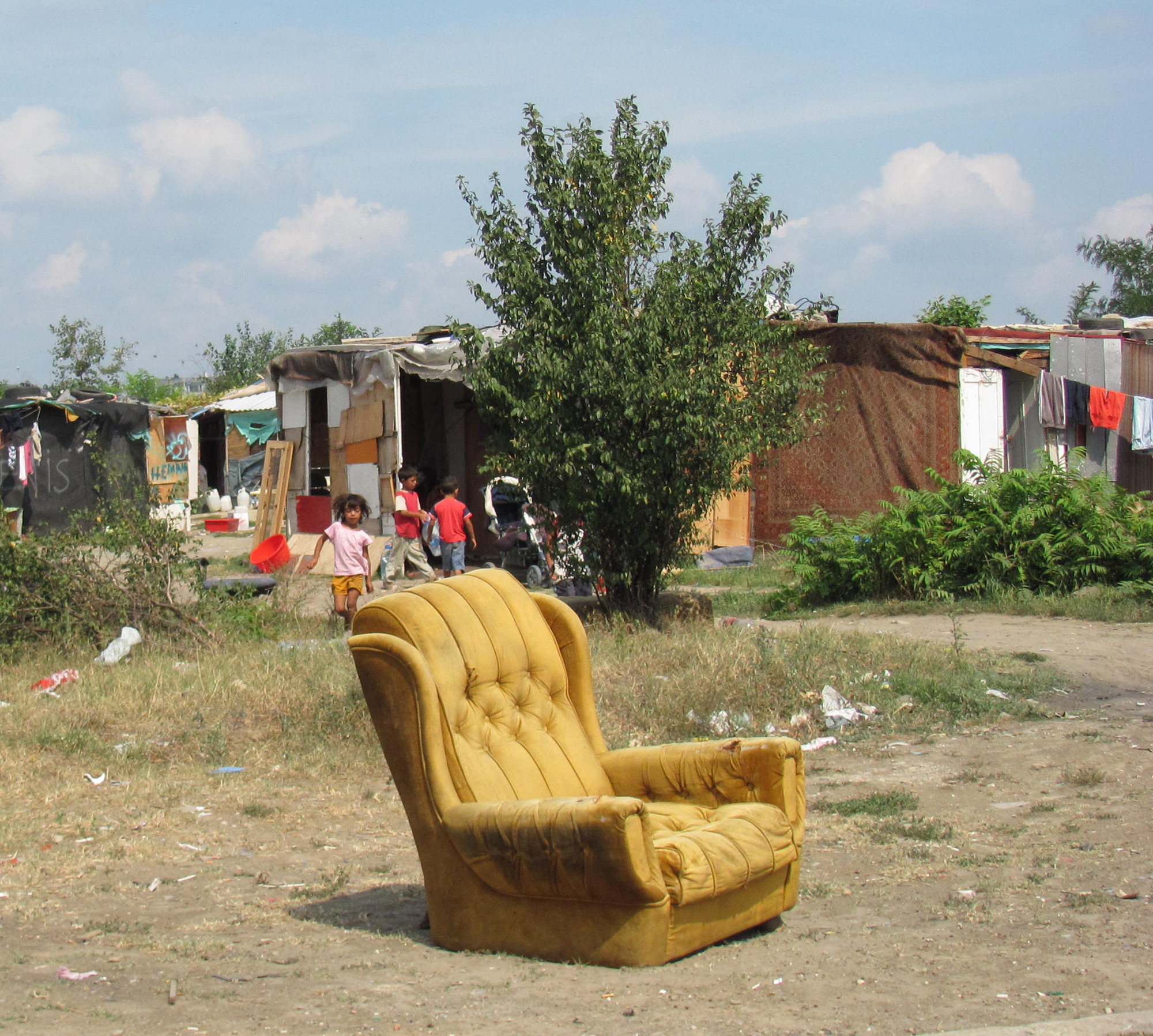
Favela de Belgrado, na Sérvia

Favelas surgem e permanecem por uma combinação de razões demográficas, sociais, econômicas e políticas. Entre as causas mais comuns estão o rápido êxodo rural, a falta de planejamento urbanos, períodos de depressão ou estagnação econômica, a pobreza, o desemprego elevado, a economia informal, o colonialismo e a segregação (racial ou social), desastres naturais e guerras.

### Êxodo rural
O rápido êxodo rural é uma das causas atribuídas à formação e expansão de favelas. Desde 1950, a população mundial tem aumentado a uma taxa muito maior do que a quantidade total de terras cultiváveis, assim como a agricultura passou a contribuir com uma porcentagem muito menor no total da economia. Por exemplo, na Índia, o setor agrícola era responsável por 52% do PIB em 1954 e apenas 19% em 2004; no Brasil, a contribuição da agricultura ao PIB em 2000, foi um quinto da sua contribuição em 1951. A agricultura, por sua vez, tornou-se também mais rentável, menos vulnerável a doenças e mais eficiente, com a ajuda de diferentes técnicas agrícolas, tratores e outros equipamentos. A proporção de pessoas que trabalham na agricultura diminuiu em 30% nos últimos 50 anos, enquanto a população mundial aumentou em 250%.
Muitas pessoas deslocam-se para as áreas urbanas, principalmente porque as cidades prometem mais empregos, melhores escolas para seus filhos de pobres e diversas oportunidades de renda do que a agricultura de subsistência nas áreas rurais. No entanto, alguns migrantes rurais não conseguem encontrar trabalho imediatamente no meio urbano por causa da falta de habilidades e de mercados de trabalho cada vez mais competitivos, o que os levam a pobreza. Muitas cidades, por outro lado, não dispõe de habitação de baixo custo em número suficiente para o grande número de trabalhadores migrantes da zona rural. Alguns trabalhadores migrantes não podem pagar por moradia nas cidades e, eventualmente, estabelecem-se em favelas que sejam acessíveis aos empregos. Além disso, os migrantes rurais, atraídos principalmente por rendimentos mais elevados, continuam a inundar as cidades ao redor do mundo, o que expande ainda mais as favelas já estabelecidas.
De acordo com Ali e Toran, as redes sociais também pode explicar a migração rural-urbana e o assentamento das pessoas em favelas. Além da migração por oportunidades de emprego, uma parcela das pessoas migra para as cidades por causa de sua ligação com familiares que já moram lá. Uma vez que seu apoio familiar nas áreas urbanas já se encontra estabelecido em favelas, esses trabalhadores rurais migram com a intenção de viver lá com seus parentes.

### Urbanização

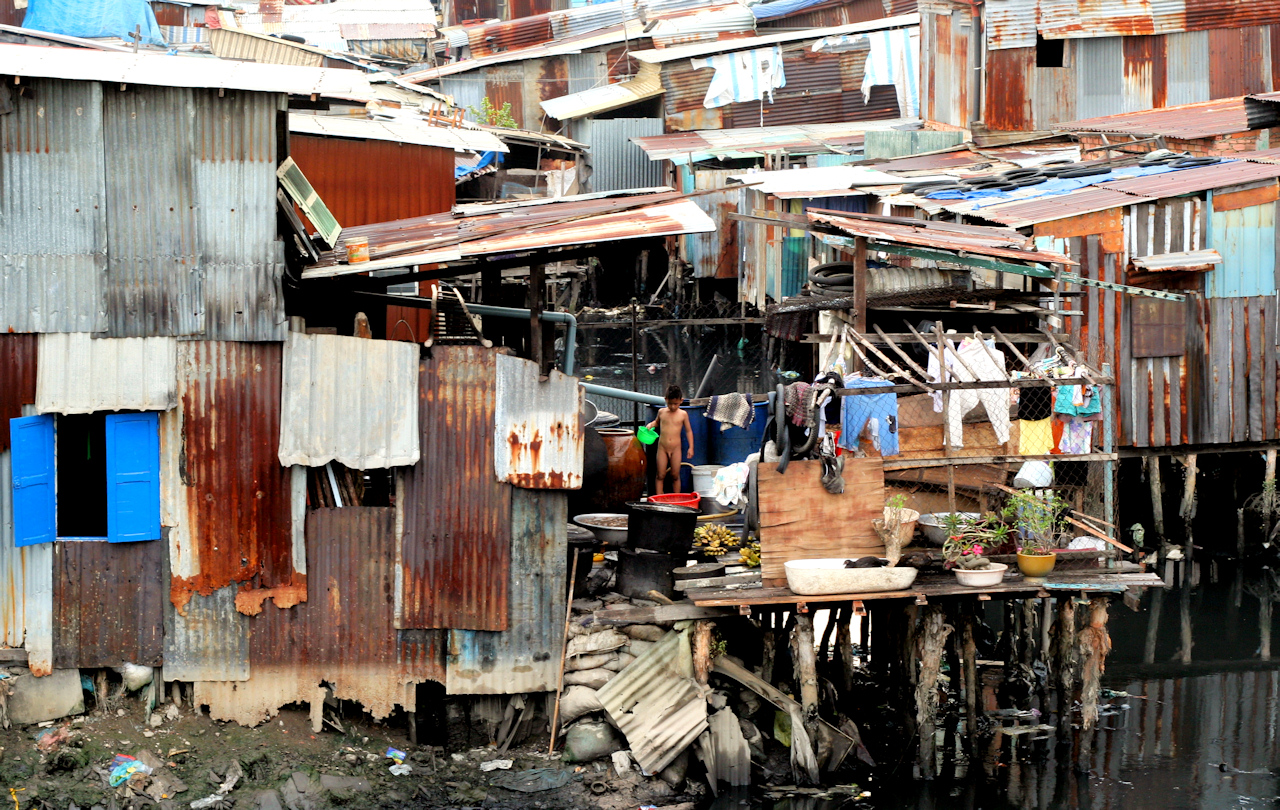
Favela na Cidade de Ho Chi Minh, Vietnã

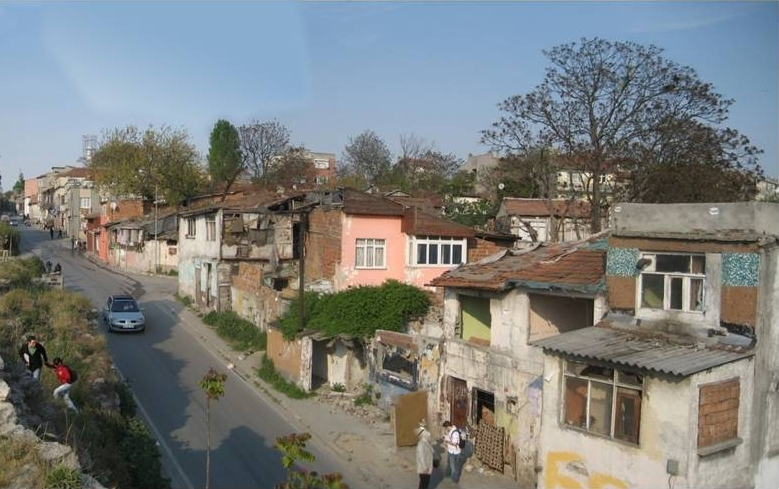
Um gecekondu de Sulukule, em Fatih, Istambul, supostamente o bairro cigano mais antigo da Europa

A formação de favelas está intimamente ligada ao processo de urbanização. Em 2008, mais de 50% da população mundial vivia em áreas urbanas. Por exemplo, em 2007 estimava-se que na China a população que vive em áreas urbanas iria aumentar em 10% dentro da década seguinte de acordo com suas taxas de urbanização. A UN-Habitat afirma que 43% da população urbana nos países em desenvolvimento e 78% das pessoas que vivem em cidades de países menos desenvolvidos são moradores de favelas.
Alguns estudiosos sugerem que a urbanização cria favelas porque os governos locais são incapazes de gerir esse processo, o que deixa os trabalhadores migrantes sem um lugar acessível para viver e acabam criando as favelas. A rápida urbanização impulsiona o crescimento econômico e leva as pessoas a buscar trabalho e oportunidades de investimento em áreas urbanas. No entanto, como evidenciado pela falta de infraestrutura urbana e habitação insuficiente, os governos locais, muitas vezes, não são capazes de gerir esta transição do campo para a cidade. Esta incapacidade pode ser atribuída à falta de fundos e à inexperiência de manusear e organizar os problemas trazidos pela migração e urbanização. Em alguns casos, os governos locais ignoram o fluxo de imigrantes durante o processo de urbanização. Tais exemplos podem ser encontrados em muitos países africanos. No início de 1950, muitos governos do continente africano acreditavam que as favelas finalmente iriam desaparecer com o crescimento econômico das áreas urbanas e acabaram por negligenciar a rápida expansão das favelas devido ao aumento da migração rural-urbana causada pelo processo de urbanização. Alguns governos, além disso, mapeou a terra onde favelas estavam como subdesenvolvidas.
Outro tipo de urbanização não envolve crescimento econômico, mas a estagnação econômica ou o baixo crescimento, contribuindo, principalmente, ao crescimento de favelas na África Subsaariana e em partes da Ásia. Este tipo de urbanização envolve uma alta taxa de desemprego, a insuficiência de recursos financeiros e uma política de planejamento urbano inconsistente. Nessas áreas, um aumento de 1% na população urbana irá resultar em um aumento de 1,84% na prevalência de favelas.
A urbanização também pode forçar algumas pessoas a viver em favelas quando isso influencia o uso da terra, transformando áreas agrícolas em urbanas e aumentando o valor do terreno. Durante o processo de urbanização, uma área agrícola é usada para atividades urbanas adicionais. Quanto mais investimento vir para essas áreas, mais seu valor irá aumentar. Antes de alguma área ser completamente urbanizada, existe um período em que a terra pode ser usada nem por atividades urbanas, nem por atividades agrícolas. A renda da terra vai diminuir, o que diminuirá a renda das pessoas que vivem lá. A lacuna entre a diminuição da renda das pessoas o alto preço das terras faz com que algumas pessoas procurem e/ou criem assentamentos informais baratos, que são conhecidos como favelas. A transformação das áreas rurais também fornece trabalho excedente, como camponeses, que procuram empregos em áreas urbanas e trabalhadores migrantes rurais-urbanos.

### Falta de planejamento urbano

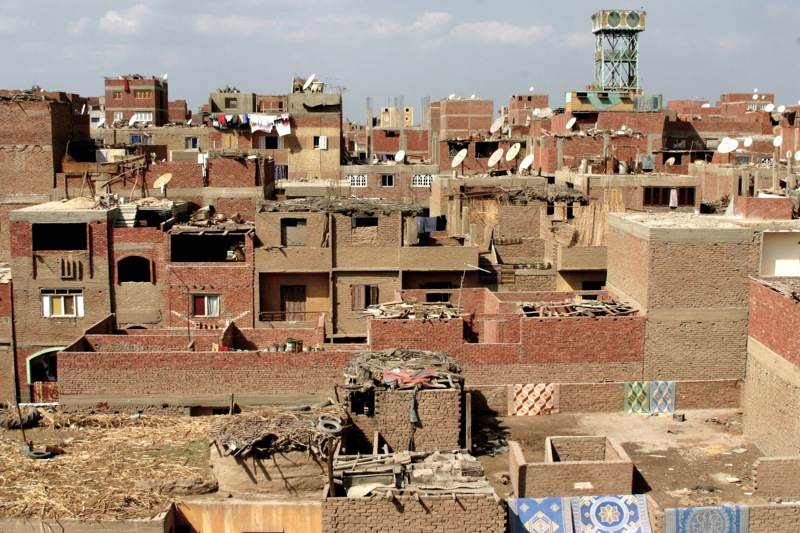
Favela no Cairo, Egito

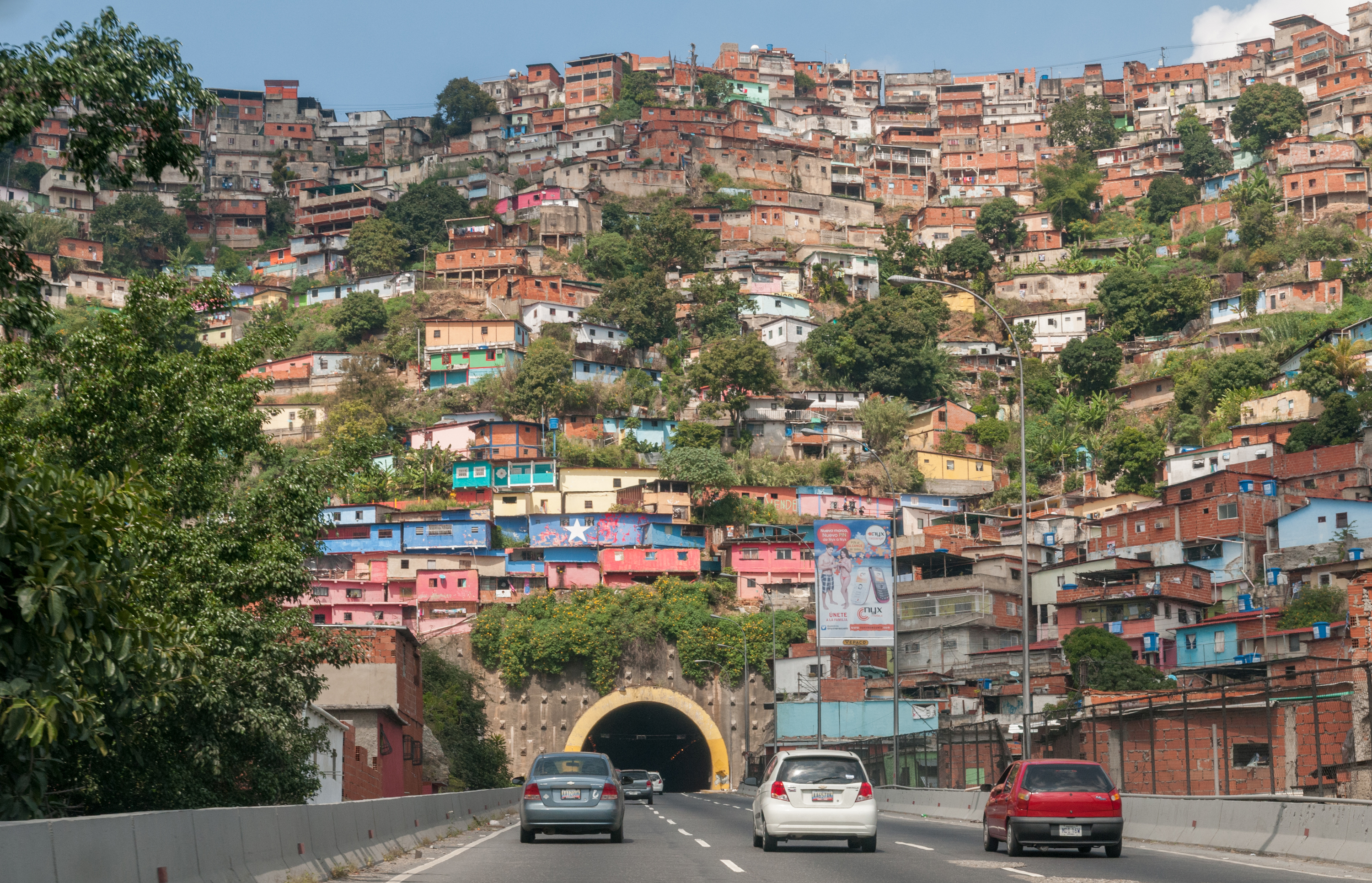
Favela em Caracas, Venezuela

A falta de habitações de baixo custo acessíveis e o mau planejamento urbano incentivam a criação de favelas. Os Objetivos de Desenvolvimento do Milênio, propostos pelas Nações Unidas, propõem que os países membros devem fazer uma "melhora significativa nas vidas de pelo menos 100 milhões de moradores de favelas" até 2020. Se os países membros conseguirem alcançar este objetivo, 90% dos moradores de favelas do mundo podem permanecer nesses assentamentos precários até 2020. Choguill afirma que o grande número de moradores de favelas indica uma deficiência da política de habitação na prática. Sempre que há uma lacuna entre uma significativa e crescente demanda por habitação e uma oferta insuficiente de habitação acessível, esta demanda é geralmente suprida em parte pelas favelas.
Insuficiência de recursos financeiros e falta de coordenação na burocracia do governo são duas das principais causas de planejamento habitacional pobre. A deficiência financeira de alguns governos pode explicar a falta de habitação social a preços acessíveis para os pobres, uma vez que qualquer melhoria para os moradores de favelas e expansão dos programas habitacionais públicos envolve um grande aumento das despesas do governo. O problema pode também afetar a coordenação entre os diferentes departamentos responsáveis pelo desenvolvimento econômico, planejamento urbano e alocação de terras. Em algumas cidades, os governos assumem que o mercado imobiliário vai acabar por ajustar a oferta de habitação com uma mudança na demanda. No entanto, com pouco incentivo econômico, o mercado imobiliário é mais propenso a desenvolver habitações para a classe média, em vez de habitações de baixo custo. Os pobres urbanos tornam-se gradualmente marginalizadas dentro do mercado imobiliário, onde apenas algumas casas são construídas tendo como eles o público alvo.

### Colonialismo e segregação

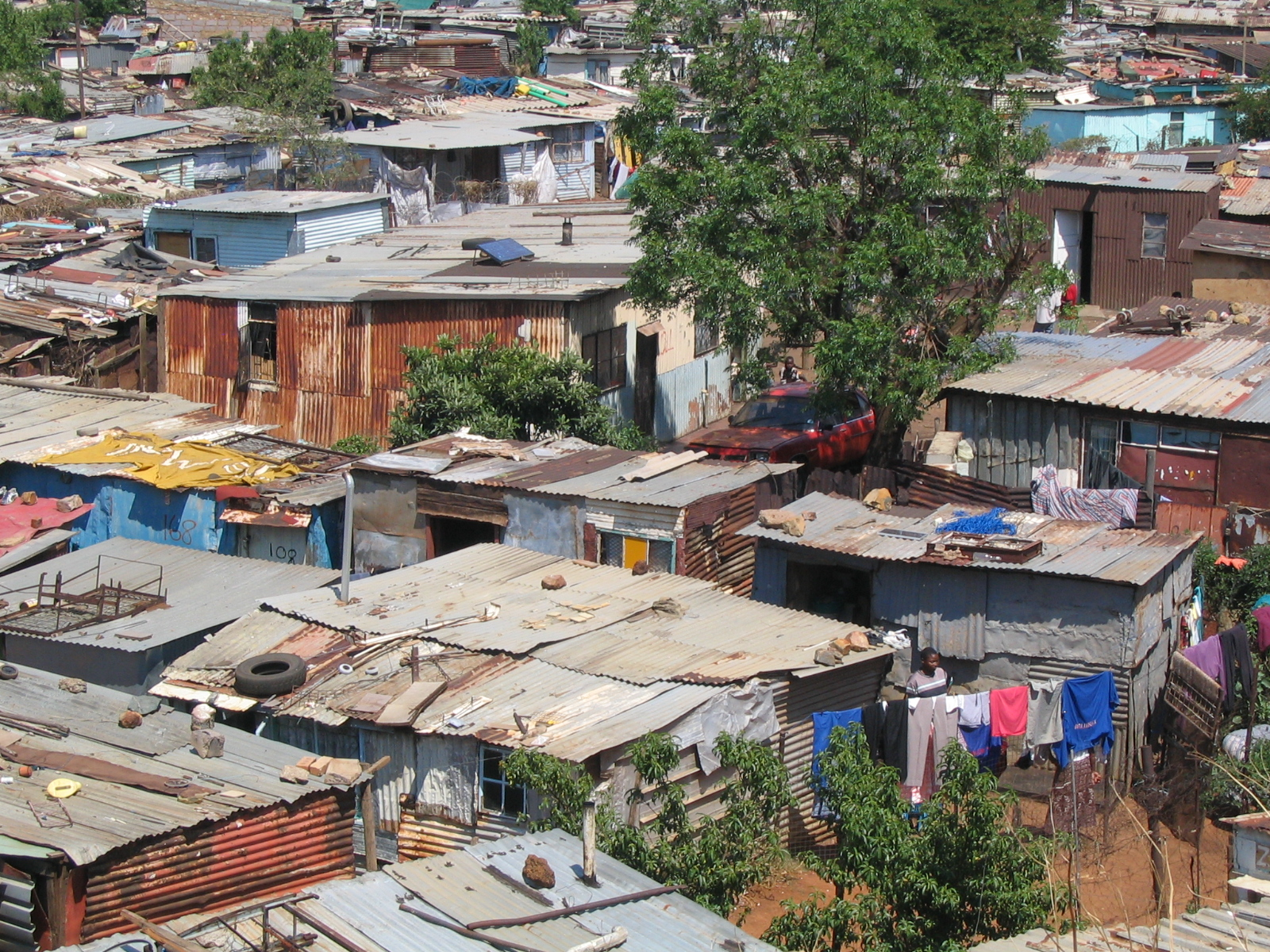
Favela em Soweto, Joanesburgo, África do Sul

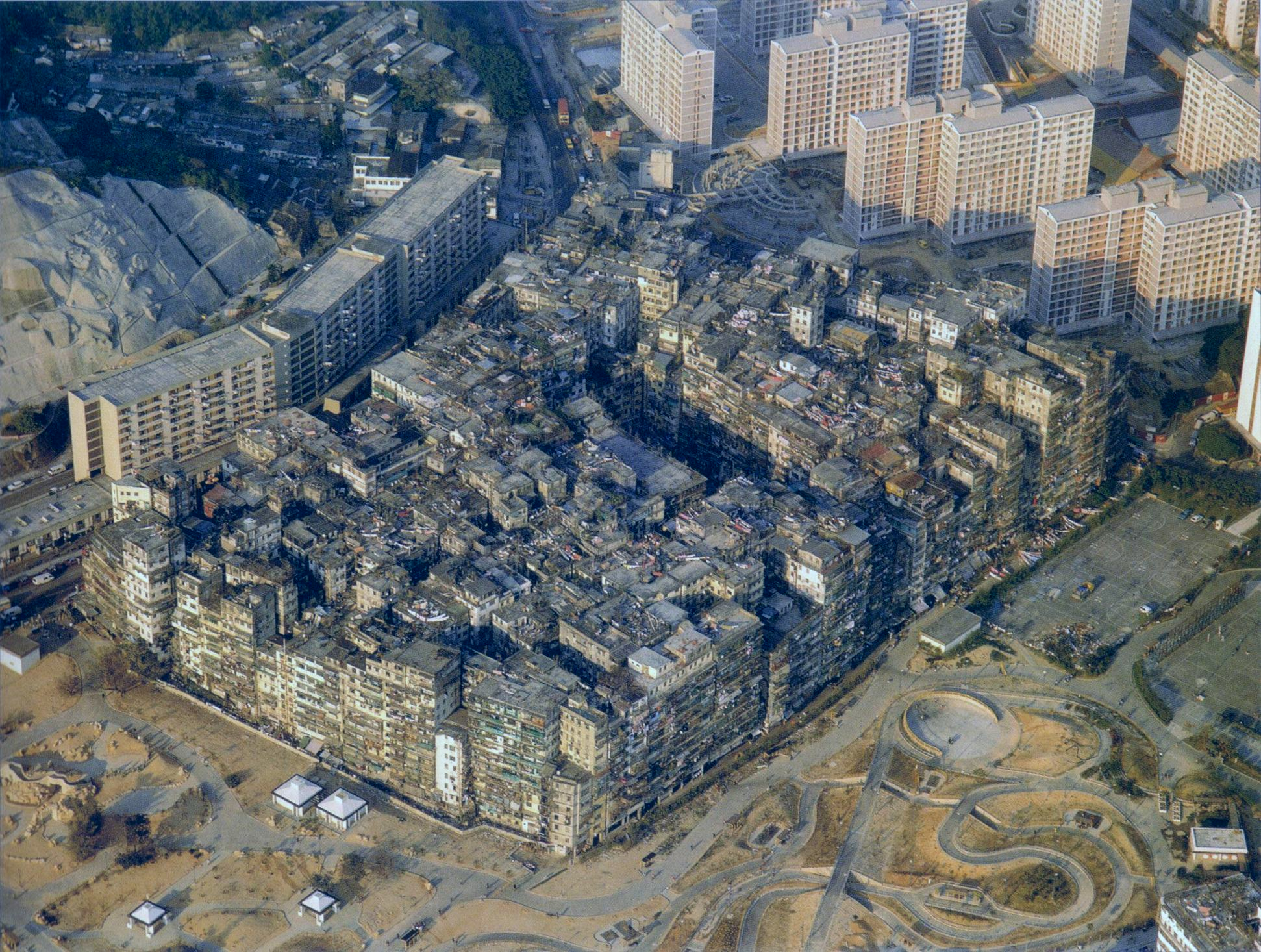
Vista da cidade murada de Kowloon, em Hong Kong, demolida em 1994

Algumas das favelas no mundo de hoje são um produto da urbanização trazida pelo colonialismo. Por exemplo, os europeus chegaram ao Quênia no século XIX e criaram centros urbanos, como Nairóbi, principalmente para servir os seus interesses financeiros. Eles consideravam os povos africanos como migrantes temporários e precisavam deles apenas como força de trabalho. A política habitacional com o objetivo de acomodar esses trabalhadores não foi bem executada e o governo construiu assentamentos na forma de ocupações individuais. Devido ao alto custo de tempo e dinheiro em seu movimento entre áreas rurais e urbanas, as famílias migrantes gradualmente migraram para os centros urbanos. Como elas não podiam comprar casas, favelas foram assim formadas.
Outras áreas urbanas foram criadas por causa da segregação imposta pelos colonialistas. Por exemplo, a favela de Dharavi, em Bombaim, uma das maiores da Índia atualmente, costumava ser uma vila conhecida como Koliwadas, enquanto Bombaim costumava ser referida como Bombaim. Em 1887, o governo colonial britânico expulsou todos os curtumes, além de outras indústrias nocivas e nativos pobres que trabalhavam na parte peninsular da cidade e nas áreas coloniais residenciais, o que era naquela época área norte da cidade, um assentamento chamado agora de Dharavi. Essa localidade não atraiu qualquer supervisão ou investimento em infraestrutura viária, saneamento básico, serviços públicos ou habitação por parte do governo colonial. Os pobres mudaram-se para Dharavi, encontravam trabalho como empregados em escritórios, casas coloniais e nas fábricas de curtumes de propriedade estrangeira, além de outras indústrias poluentes perto de Dharavi. Para viver, os moradores da favela construíram fáceis trajeto para o trabalho. Em 1947, o ano a em que Índia se tornou uma nação independente do domínio britânico, Dharavi tinha florescido como a maior favela de Bombaim.
Da mesma forma, algumas das favelas de Lagos, na Nigéria, surgiram por causa de negligência e de políticas da era colonial. Durante o regime de apartheid na África do Sul, sob o pretexto de investir em saneamento e prevenir epidemias, foi instituída a segregação racial e grupos étnicos foram perseguidos, pessoas negras foram transferidas para a periferia das cidades, políticas que criaram Soweto e outras favelas oficialmente chamadas de townships. As grandes favelas também começaram nas periferias dos centros urbanos coloniais por conta da segregação na América Latina. Marcuse sugere que guetos nos Estados Unidos, e em outros lugares, foram criados e mantidos por políticas segregacionistas do governo e do grupo regional dominante.

### Infraestrutura deficiente, exclusão social e estagnação econômica

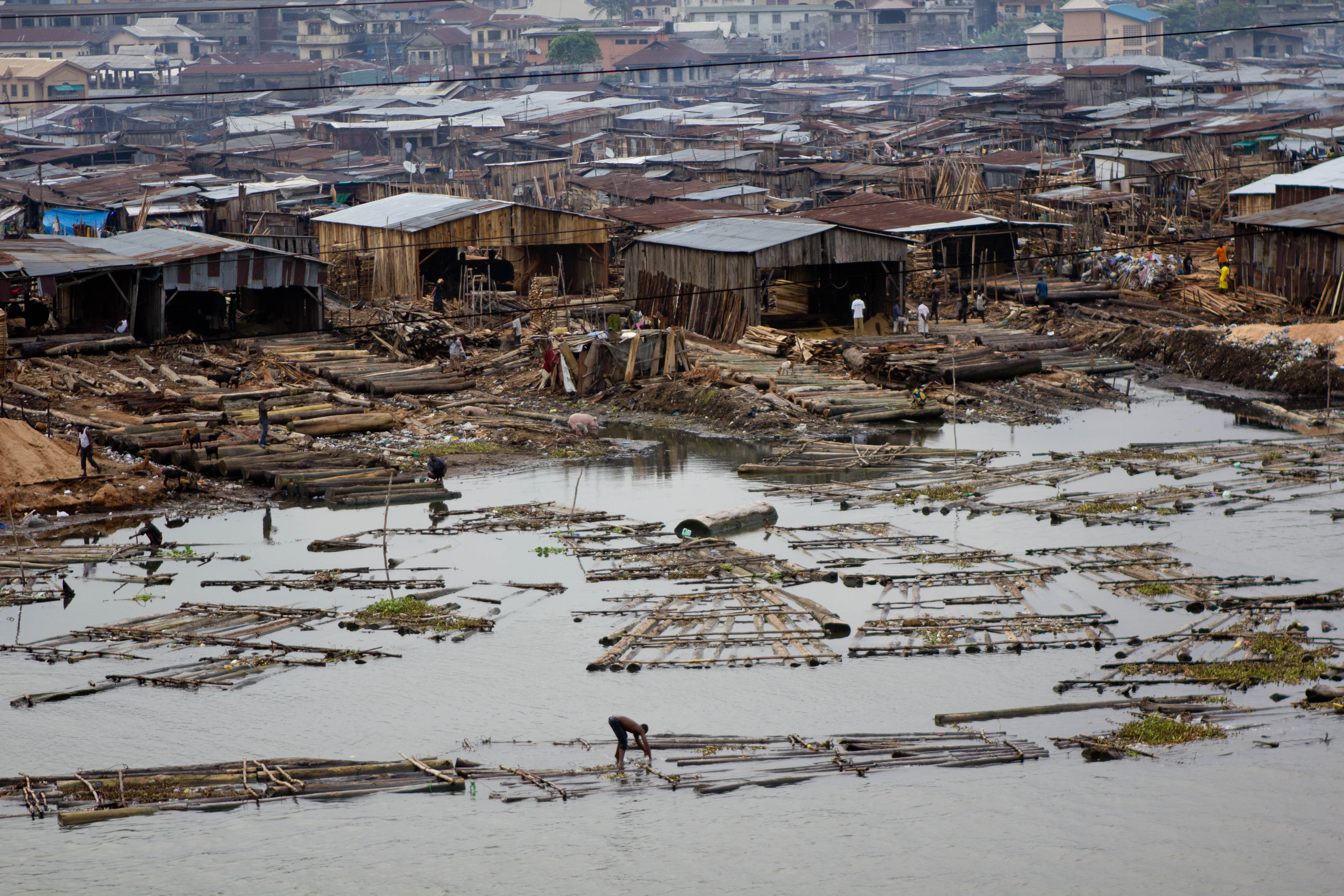
Makoko, em Lagos, na Nigéria, uma das favelas mais antigas da África construídas sobre palafitas

A exclusão social e a infraestrutura deficiente obrigam os pobres a se adaptar a condições fora do seu controle. As famílias pobres que não podem pagar por transporte ou aqueles que simplesmente não têm qualquer acesso a uma forma de transporte público, geralmente acabam em assentamentos informais a uma curta distância ou perto o suficiente do local de seu emprego formal ou informal. Ben Arimah cita esta exclusão social e a infraestrutura urbana precária como causas do surgimentos de inúmeras favelas em cidades africanas. Ruas de má qualidade e não pavimentadas incentivam o aparecimento de favelas; um aumento de 1% no número de estradas asfaltadas, afirma Arimah, reduz a taxa de incidência de favelas em cerca de 0,35 %. O transporte público acessível e de qualidade e uma infraestrutura econômica eficiente capacita as pessoas pobres a se mover pela cidade e a não considerar as favelas como opções de moradia.
Uma economia em crescimento que cria postos de trabalho em ritmo mais rápido do que o do crescimento populacional, oferece às pessoas oportunidades e incentivos para sair das favelas e ir para os bairros mais desenvolvidos. A estagnação econômica, ao contrário, cria incertezas e riscos para os pobres, incentivando as pessoas a ficar em favelas. A estagnação econômica em um país com uma população crescente reduz a renda disponível per capita nas áreas urbanas e rurais, além de aumentar a pobreza urbana e rural. O aumento da pobreza rural também incentiva a migração para áreas urbanas. Em suma, um país com uma economia de baixo desempenho aumenta a pobreza e o êxodo rural ao mesmo tempo, aumentando assim a proliferação de favelas.

### Pobreza
A pobreza urbana encoraja a formação e a procura por favelas. No passado, as áreas rurais eram tipicamente vistas como regiões prevalentemente pobres. Com o rápido deslocamento das zonas rurais para a vida urbana, a pobreza está migrando para as áreas urbanas. Os pobres urbanos normalmente não tem acesso a abrigo, serviços urbanos básicos e equipamentos sociais. As favelas são muitas vezes a única opção para a população urbana mais pobre. A taxa de incidência de favelas é fortemente correlacionada com a pobreza, o desenvolvimento social e econômico insuficiente. Quanto mais rico o país, menor é a incidência de favelas e, pelo contrário, quanto maior a magnitude de favelas no país menor é o rendimento nacional bruto (RNB) dessa nação.

## Crescimento e distribuição

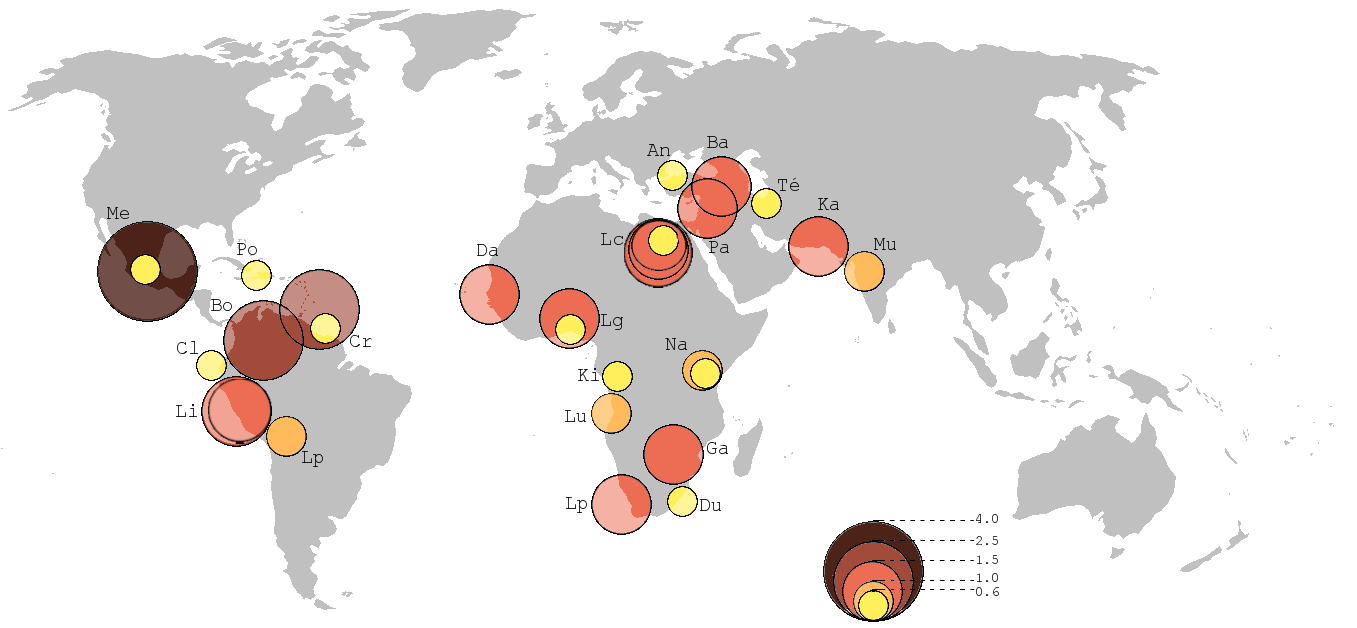
Mapa indicando as favelas mais populosas do mundo

As favelas existem em todos os países e tornaram-se um fenômeno global. Um relatório da UN-Habitat afirma que, em 2006, havia cerca de 1 bilhão de pessoas vivendo em favelas na maioria das cidades de América Latina, Ásia e África, e um número menor nas cidades da Europa e América do Norte. Em 2012, de acordo com a UN-Habitat, cerca de 863 milhões de pessoas no mundo em desenvolvimento viviam em favelas. Destes, a população urbana em favelas em meados do ano foi de cerca de 213 milhões na África Subsariana, 207 milhões na Ásia Oriental, 201 milhões no Sul da Ásia, 113 milhões na América Latina e Caribe, 80 milhões no Sudeste da Ásia, 36 milhões na Ásia Ocidental e 13 milhões de pessoas no Norte da África. Entre os países, a proporção de residentes urbanos que vivem em áreas de favelas em 2009 era maior na República Centro-Africana (95,9%), Chade (89,3%), Níger (81,7%) e Moçambique (80,5%).
A distribuição de cortiços dentro de uma cidade varia ao longo do mundo. Na maioria dos países desenvolvidos, é mais fácil de distinguir as áreas de favelas das áreas estruturadas. Nos Estados Unidos, os moradores das favelas são geralmente encontrados em bairros degradados da cidade e em subúrbios, enquanto na Europa, eles são mais comuns em habitações nas periferias urbanas. Em muitos países em desenvolvimento, as favelas são predominantes assentamentos informais densamente construídos e distribuídos pelas zonas urbanas. Em algumas cidades, especialmente nos países do sul da Ásia e da África Subsariana, as favelas não são apenas bairros marginalizados que abrigam uma pequena população; as favelas nessas regiões não são apenas comuns, como são o lar de uma grande parte da população urbana. Estas às vezes são chamados de cidades-favelas.

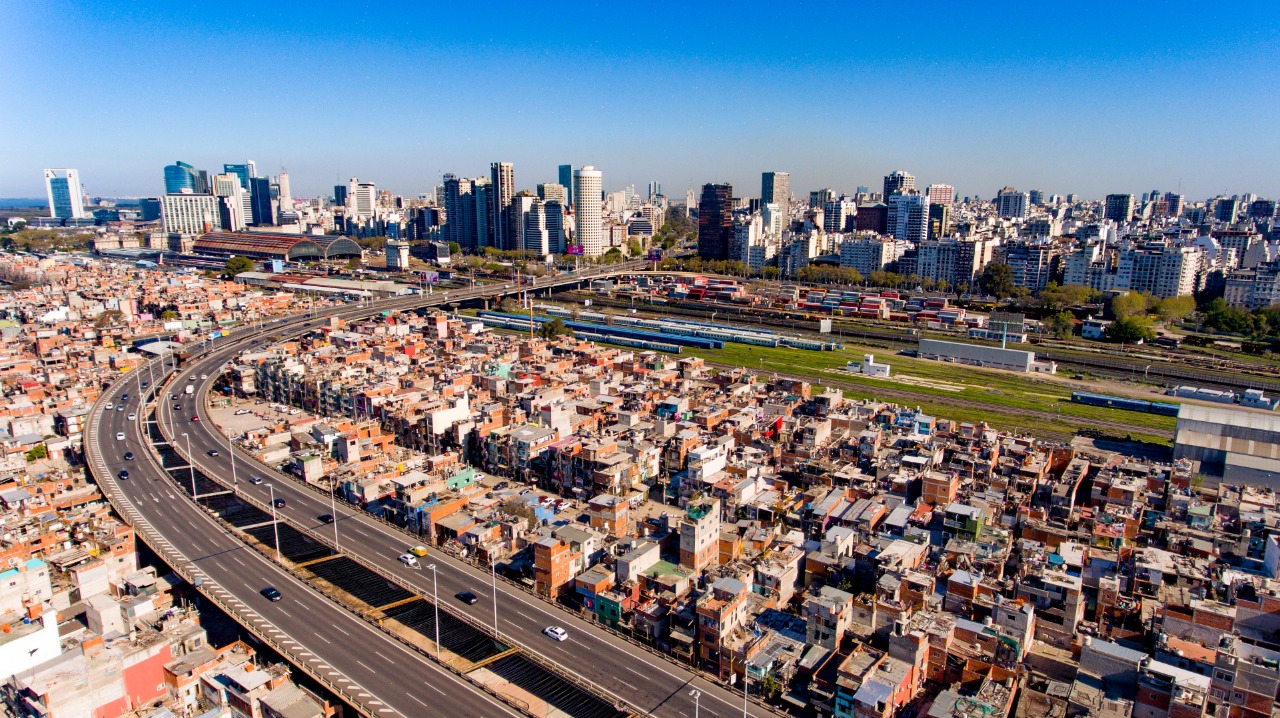
Favela Villa 31 em Buenos Aires, Argentina

A percentagem da população urbana que vive em favelas no mundo em desenvolvimento vem caindo com o crescimento econômico, mesmo enquanto a população urbana total tem vindo a aumentar. Em 1990, 46% da população urbana vivia em favelas, em 2000, esse percentual caiu para 39%, que diminuiu para 32% em 2010.
Nos últimos anos, tem sido observado um grande crescimento no número de favelas devido ao aumento da população urbana em países em desenvolvimento e subdesenvolvidos. Em abril de 2005, o diretor da UN-HABITAT, afirmou que a comunidade global ficou aquém das Metas de Desenvolvimento do Milênio que visavam melhorias significativas para os moradores de favelas, sendo que nos dois anos anteriores o número de pessoas a viver em favelas tinha aumentado em 50 milhões. De acordo com um relatório de 2006 da UN-HABITAT, 327 milhões de pessoas vivem em favelas em países da Commonwealth - quase um em cada seis cidadãos dessa comunidade. Em um quarto dos países da Commonwealth (11 africanos, 2 asiáticos e 1 do pacífico), mais do que dois em cada três habitantes urbanos vive em favelas e muitos destes países estão se urbanizando rapidamente. O número de pessoas vivendo em favelas na Índia mais do que dobrou nas últimas duas décadas e agora excede ao de toda a população do Reino Unido, segundo anúncio do governo indiano.
Na Índia e na África do Sul esses povoamentos são frequentemente chamados de squatter camps ou imijondolo; nas Filipinas e na Venezuela são conhecidos como barrios; no Brasil como favelas; na Jamaica e em Trinidad e Tobago como shanty town; no México como "cidades perdidas" ou "assentamentos irregulares"; no Peru como pueblos jóvenes; no Haiti como bidonvilles e na Turquia têm o nome de gecekondu.

### Brasil

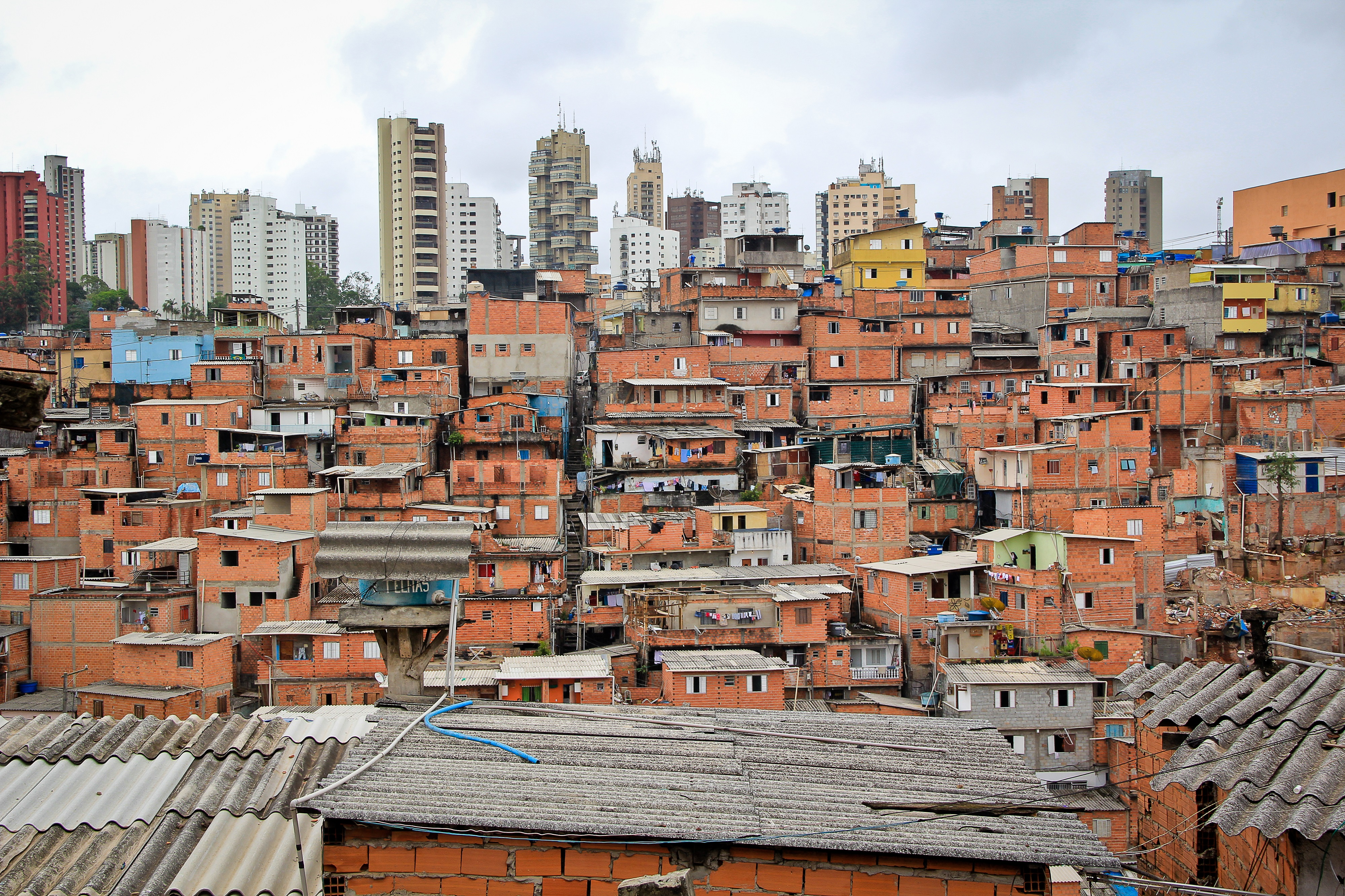
Favela de Paraisópolis, em São Paulo, com edifícios residenciais ao fundo

As favelas no Brasil são consideradas uma consequência da má distribuição de renda e do déficit habitacional no país. A migração da população rural para o espaço urbano em busca de trabalho, nem sempre bem remunerado, aliada à histórica dificuldade do poder público em criar políticas habitacionais adequadas, são fatores que têm levado ao crescimento dos domicílios em favelas.
De acordo com dados oficiais do Instituto Brasileiro de Geografia e Estatística (IBGE), coletados durante o censo de 2010, cerca de 11,4 milhões de pessoas (6% da população) vivem em "aglomerados subnormais", a definição do governo para favelas com pelo menos 50 habitantes. O IBGE identificou 6 329 favelas em todo o país, localizadas em 323 dos 5 565 municípios brasileiros. As cidades com maior proporção de habitantes morando em favelas foram Belém, que tem mais da metade da população (53,9%) vivendo nesse tipo de aglomeração, Salvador (26,1%), São Luís (24,5%) e Recife (23,2%). As duas maiores cidades do país, São Paulo e Rio de Janeiro, têm 11% e 22% da população morando em favelas, respectivamente.

### Países desenvolvidos

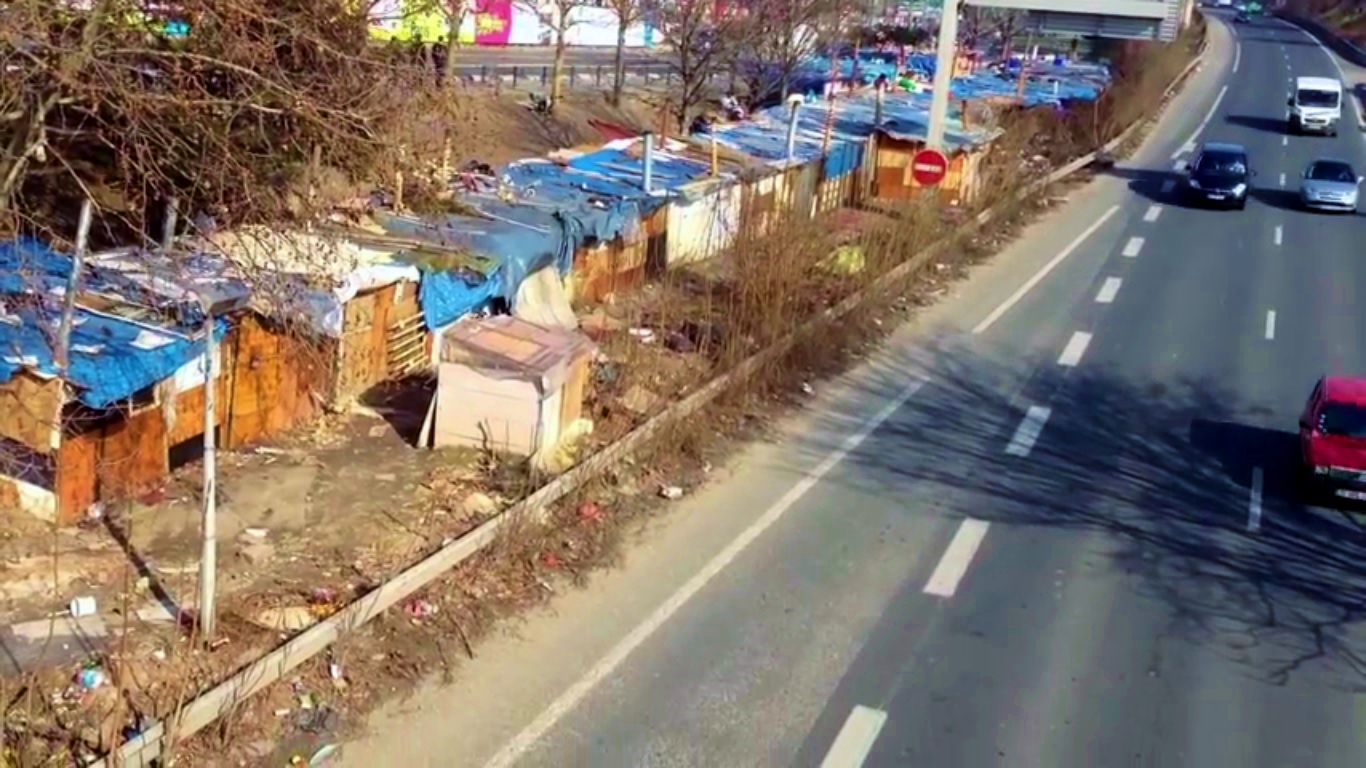
Favela em Saint-Denis, França

Nos países mais desenvolvidos, apesar das favelas serem bem menos comuns e, geralmente, muito menores em termos de área e população quando comparadas àquelas presentes em países subdesenvolvidos e em desenvolvimento, existem algumas cidades que sofrem com o aparecimento deste tipo de assentamento humano informal.
Na Europa, o crescente afluxo de imigrantes ilegais tem alimentado favelas em cidades comumente usadas como pontos de entrada da União Europeia, como Atenas e Patras, na Grécia. Em Madri, na Espanha, uma localidade chamada La Cañada Real é considerada uma favela. No local não há escolas ou postos de saúde há entulho e lixo por toda parte e algumas casas não têm água corrente. Outros assentamentos em países desenvolvidos que são comparáveis às favelas, incluem subúrbios de classe baixa em Paris, na França. Em Portugal, favelas conhecidas como "bairro de lata" ou "barracas" são geralmente compostas por imigrantes das antigas colónias do Império Português e de países do Leste Europeu. Os assentamentos são tão precários que podem ser comparados a favelas de países em desenvolvimento e subdesenvolvidos como pode ser o caso do bairro da Jamaica no Seixal.
Nos Estados Unidos, algumas cidades como Camden, em Nova Jérsei, sofrem de altos índices de pobreza, que atingem mais de 10% da população e levam à criação de assentamentos geralmente temporários chamados "cidades de tendas" (em inglês: tent city).
No Japão, até os anos 1970 existia uma favela chamada Genbaku na cidade de Hiroshima que foi posteriormente removida. Atualmente, uma localidade chamada Kamagasaki, na cidade de Osaca, é considerada uma favela, com altos níveis de desemprego e violência.

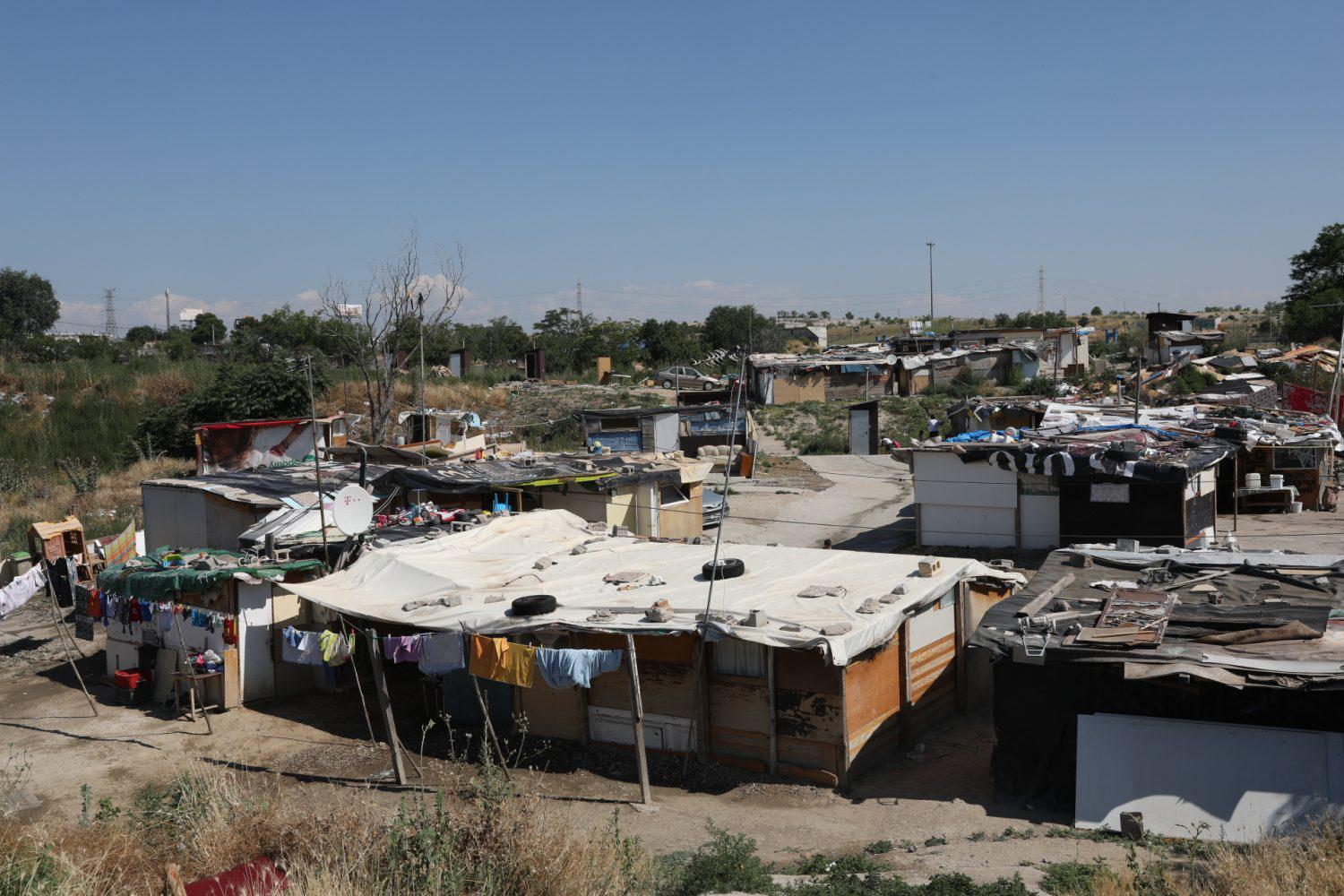
Favela Cañada Real, Comunidade de Madrid, Espanha
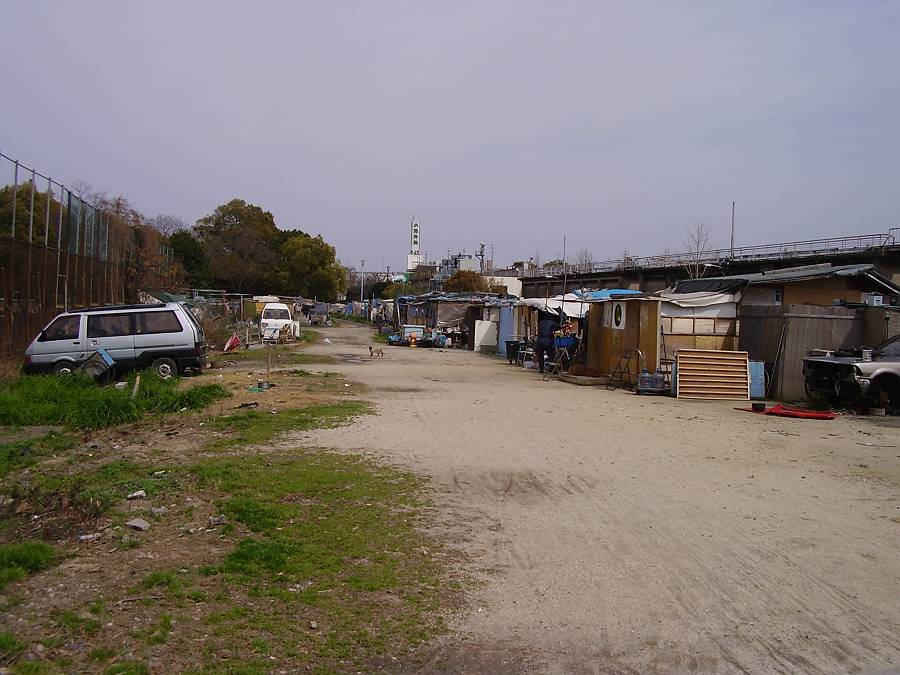
Kamagasaki, Osaka, Japão
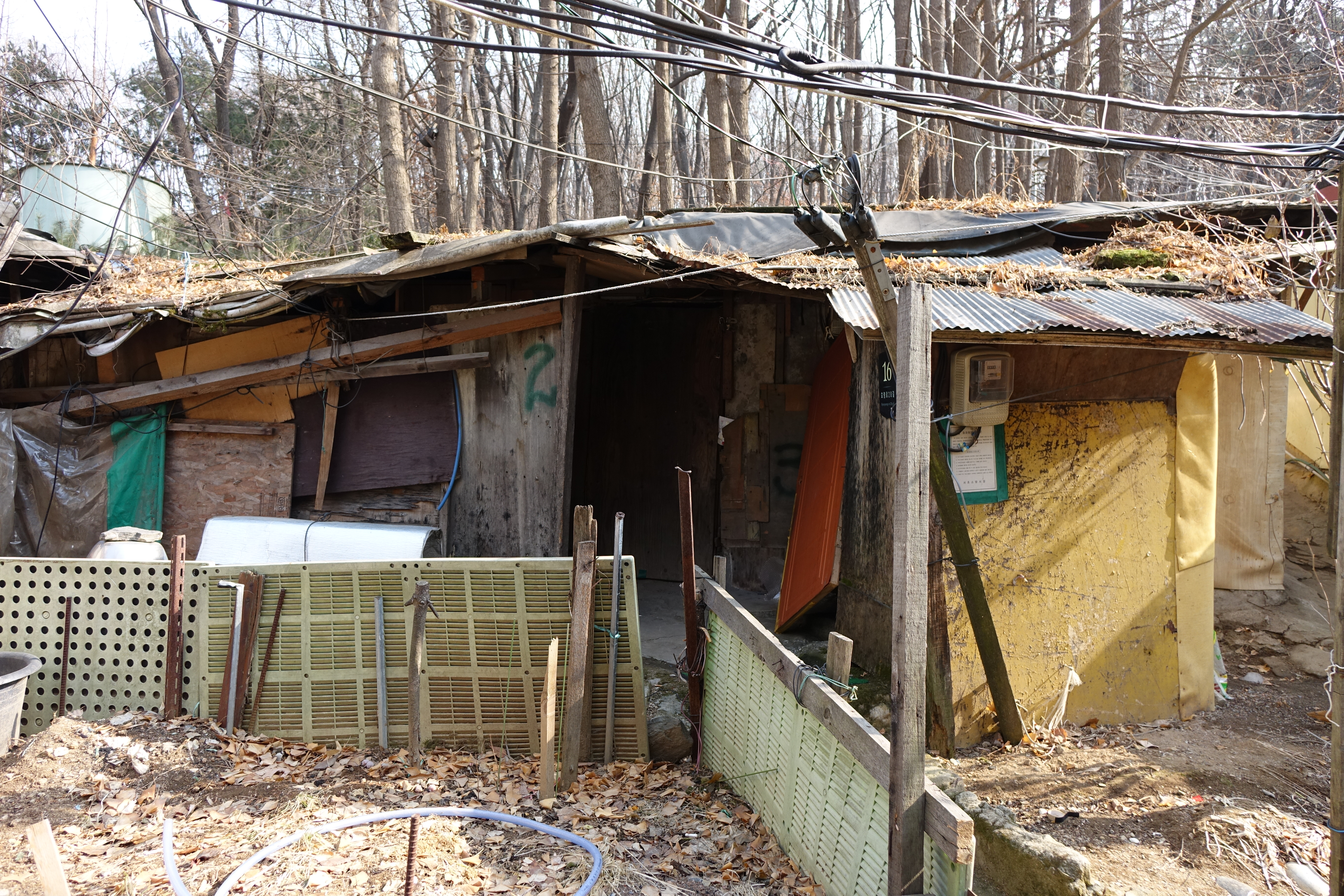
Favela Eungbongmaeul em Seul, na Coreia do Sul
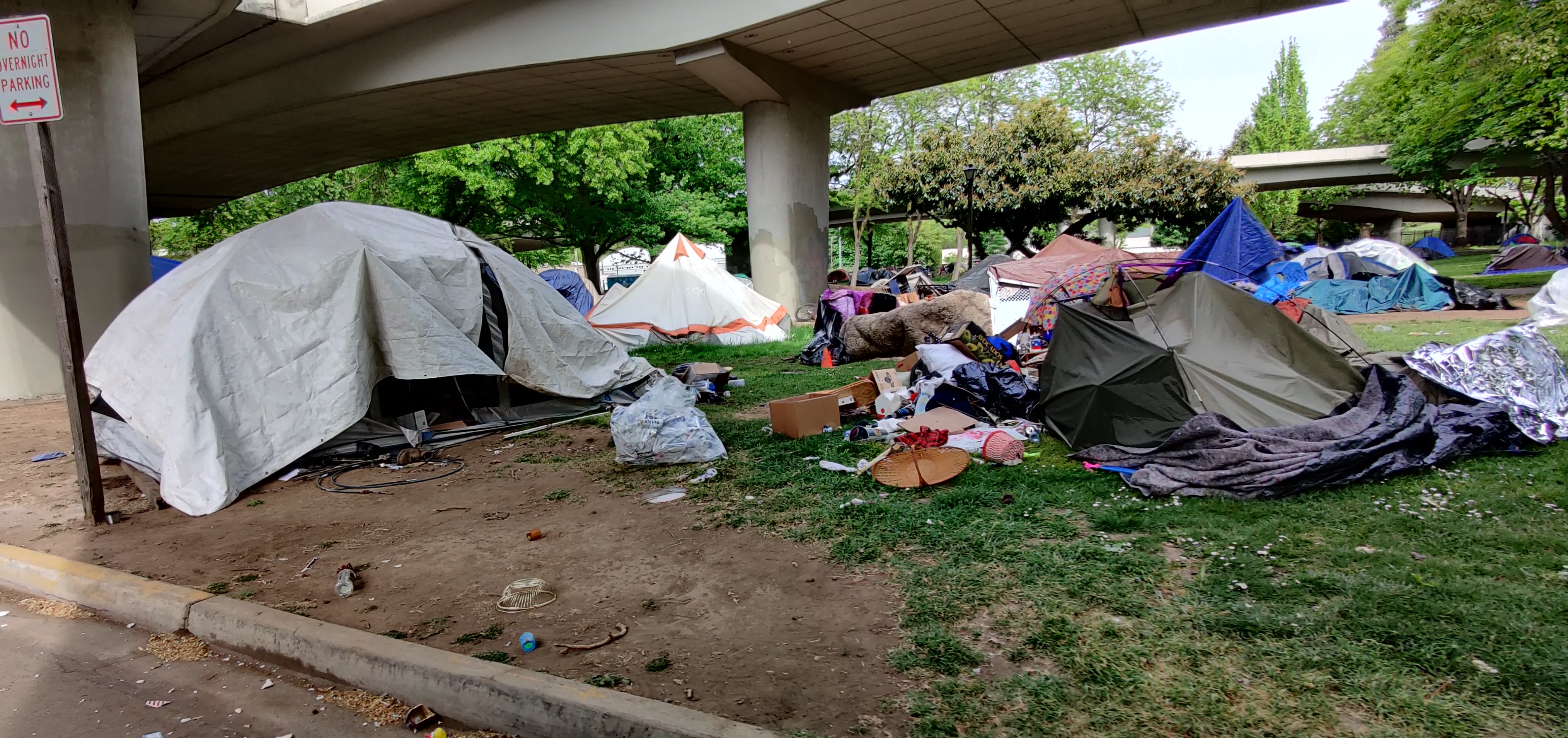
Acampamento de pessoas sem-teto em Eugene, Oregon, Estados Unidos

## Formas de controle e erradicação

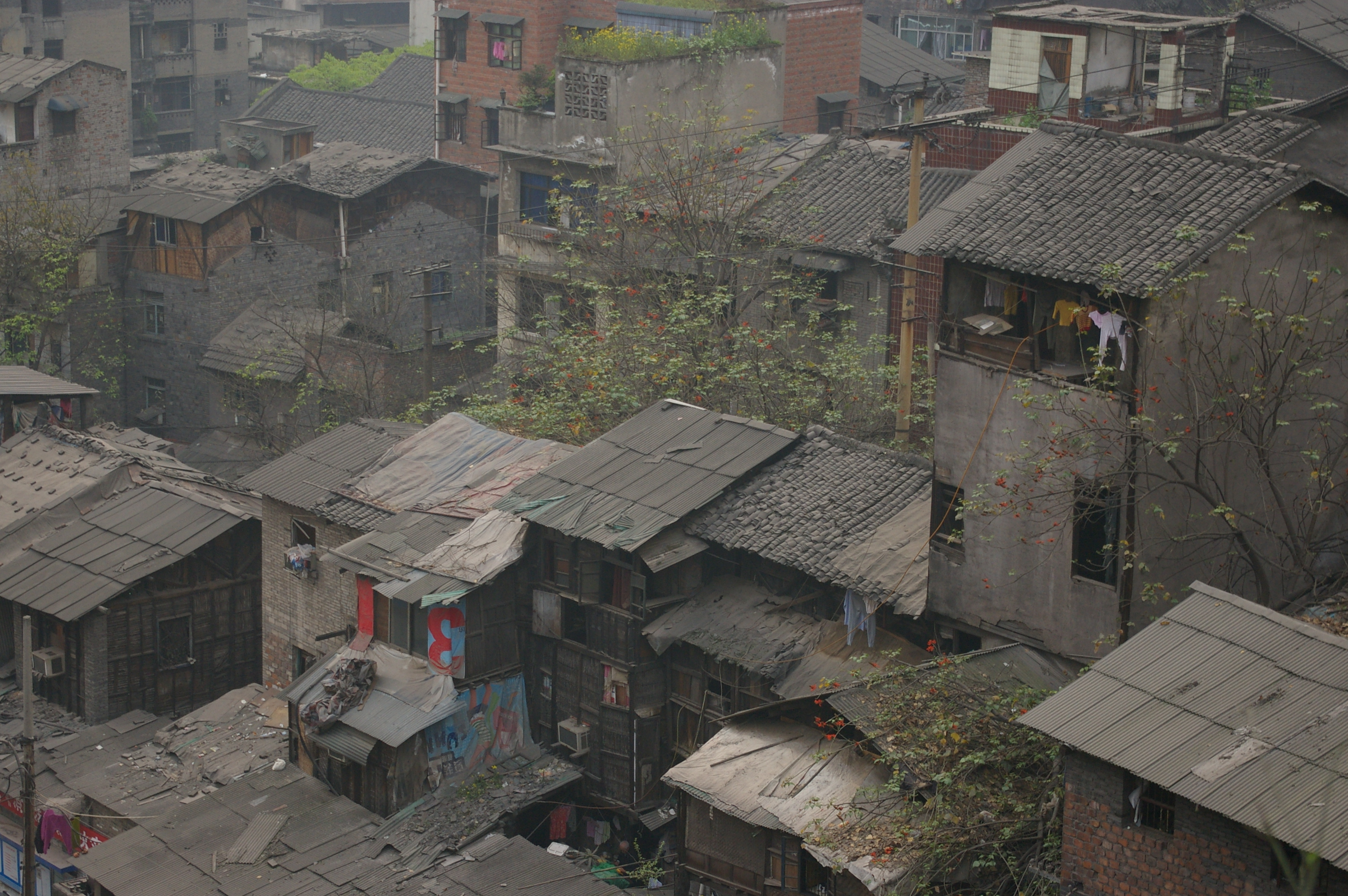
Favela em Xunquim, China, que está sendo removida e seus moradores realocados pelo governo

Muitos governos ao redor do mundo têm tentado resolver os problemas das favelas através de despejos e desapropriações e sua substituição por habitações modernas e com saneamento muito melhor. A deslocação de favelas é beneficiada pelo fato de que muitos destes assentamentos precários não têm direitos de propriedade e, portanto, não são reconhecidos pelo Estado. Este processo é especialmente comum em países em desenvolvimento. A remoção de favelas muitas vezes toma a forma de desapropriação e de projetos de renovação urbana, e muitas vezes os ex-moradores não são bem-vindos na nova habitação. Por exemplo, na favela filipina de Smokey Mountain, localizada em Tondo, Manila, projetos têm sido aplicados pelo governo e por organizações não-governamentais para permitir o reassentamento urbano dos moradores da favela. De acordo com um relatório da UN-HABITAT, mais de 2 milhões de pessoas nas Filipinas moram em favelas, sendo que apenas na cidade de Manila, 50% dos mais de 11 milhões de habitantes vivem em áreas consideradas favelas.
Em alguns países, os governantes abordaram a situação resgatando os direitos de propriedade rural para apoiar a agricultura sustentável tradicional, no entanto essas ações têm sofrido forte oposição de corporações. Essas ações do governo também tendem a ser relativamente impopulares entre as comunidades faveladas em si, uma vez que envolve mover os moradores de volta ao campo, uma inversão da migração rural-urbana que originalmente trouxe muitos deles para a cidade. Os críticos argumentam que as desapropriações de favelas tendem a ignorar os problemas sociais que causam a favelização e simplesmente redistribuem a pobreza para regiões de menor valor imobiliário. Quando as comunidades são retiradas das áreas de favelas para uma nova habitação, a coesão social pode ser perdida. Se a comunidade original for movida de volta em novas habitações, depois desta ter sido construída no mesmo local, os moradores das novas casas enfrentam os mesmos problemas de pobreza e impotência. Há um crescente movimento para exigir uma proibição global dos programas de remoção de favelas e outras formas de expulsões em massa. Um relatório da ONU, relativo a 2010, apontou que 227 milhões de pessoas deixaram de viver em favelas na última década. Na Índia, a redução da população favelizada no mesmo período foi de 125 milhões.

### Melhora da infraestrutura urbana e moradias sociais

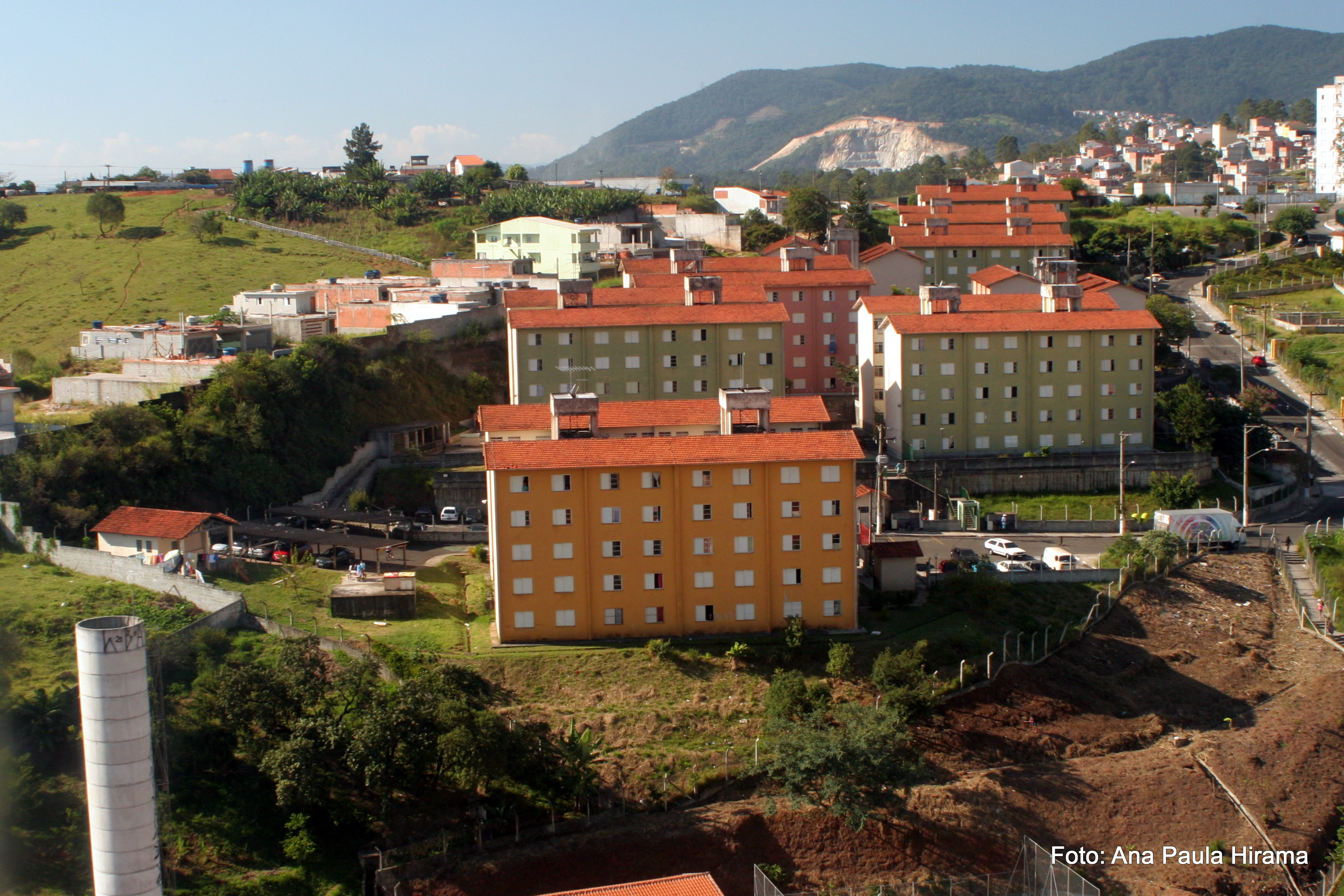
Conjunto habitacional em São Paulo, construído no local de uma antiga favela

Mapa da rede de 400 km de extensão do Metrô de Londres. Sistemas de transporte público eficientes e acessíveis são boas ferramentas na erradicação de favelas

Uma boa infraestrutura urbana, como sistemas de transporte público eficientes e confiáveis, autoestradas/rodovias interestaduais e conjuntos habitacionais foram citados como responsáveis pelo desaparecimento de grandes favelas nos Estados Unidos e na Europa nos anos 1960 e 1970. Charles Pearson argumentou no Parlamento do Reino Unido que o transporte de massa permitiria que a cidade de Londres reduzisse suas favelas e realocasse seus moradores. Sua proposta foi inicialmente rejeitada por falta de terras e por outras razões, mas Pearson e outros persistiram com propostas criativas, como a construção do transporte de massa de acordo com as principais estradas já em uso e de propriedade da cidade. O Metrô de Londres nasceu e sua expansão, bem como a expansão do Metrô de Nova Iorque, foram citadas como exemplos eficazes de medidas para a redução das favelas das respectivas cidades.
Enquanto as cidades se expandiram, parques empresariais espalharam-se e as pessoas mudaram-se de outras regiões para viver nos subúrbios urbanos. Os governos municipais usaram investimentos em infraestrutura e em planejamento urbano para distribuir oportunidades de trabalho, habitação, áreas verdes, comércio, escolas e densidades populacionais por toda a cidade. O transporte de massa público acessível em cidades como Nova Iorque, Londres e Paris permitiu que os pobres chegassem aos seus locais de trabalho. Projetos habitacionais públicos removeram favelas e deram mais opções de moradia digna em relação ao que existia antes dos anos 1950.
A remoção de favelas tornou-se uma política prioritária na Europa entre 1950 a 1970 e um dos maiores programas liderados pelo Estado. No Reino Unido, o esforço na remoção de favela era maior em escala do que a formação da British Railways, National Health Service e de outros programas públicos. Dados do governo britânico sugerem que as remoções que ocorreram depois de 1955 demoliram cerca de 1,5 milhões de propriedades de favelas e reassentaram cerca de 15% da população do Reino Unido que vivia nessas áreas pobres. Da mesma forma, depois de 1950, a Dinamarca e outros países perseguiram iniciativas paralelas para eliminar as favelas e reassentar seus moradores em moradias dignas.
Os governos dos Estados Unidos, do Canadá e da Europa também criaram um procedimento pelo qual os pobres podem solicitar diretamente ao governo seu auxílio-moradia, tornando o governo um parceiro para identificar e atender as necessidades de habitação dos seus cidadãos. Uma abordagem historicamente eficaz para reduzir e evitar as favelas das cidades foi o grande desenvolvimento da infraestrutura urbana aliado ao desenvolvimento de transporte público de massa confiável e acessível, além de projetos de habitação social.